# San Domenico (Bologna)
Die Basilika San Domenico (Baṡéllica d San Mêneg auf Bolognesisch) befindet sich in Bologna. In diesem Heiligtum befinden sich die sterblichen Überreste des gleichnamigen Heiligen, des Gründers des Ordens der Dominikaner. Er starb 1221 in einer Zelle des von ihm gegründeten angrenzenden Klosters, in dem die ersten Generalkapitel des Ordens stattfanden.
Das Marmorgrabmal, das als Arca di San Domenico bekannt ist, ist das Werk von Niccolò Pisano und seinen Schülern, mit Beiträgen von Niccolò dell’Arca, Michelangelo Buonarroti, Alfonso Lombardi und Jean–Baptiste Boudard.

## Geschichte
Am 22. Dezember 1216 bestätigte Papst Honorius III. die Regel des von Dominikus von Guzman gegründeten Ordens, der im folgenden Jahr so stark anwuchs, dass er Brüder in die wichtigsten europäischen Zentren entsenden konnte, vor allem nach Bologna und Paris, bevölkerungsreiche Städte mit Universitäten. Dominikus kam im Januar 1218 in Bologna an und ließ sich mit seinen Gefährten im Konvent einer Kirche nieder, die damals außerhalb der Stadtmauern lag und Santa Maria della Purificazione geweiht war. Sie ist unter dem Namen Mascarella bekannt, befindet sich heute an der Ecke Via Irnerio und Via Mascarella, und wurde nach den Bombenangriffen des Zweiten Weltkriegs wiederaufgebaut.
Da er mehr Platz benötigte, ließ sich Dominikus 1219 dauerhaft im Kloster San Nicolò delle Vigne nieder (an der Stelle der heutigen Dominikanerbasilika). Hier (zwischen 1220 und 1221) leitete Dominikus persönlich die ersten beiden Generalkapitel, auf denen die Grundlagen des Ordens festgelegt wurden. Dominikus starb hier am 6. August 1221 und wurde hinter dem Nikolausaltar beigesetzt.

### Erweiterung im 13. Jahrhundert
Ab 1228 wurde die Kirche durch den Abriss der bestehenden Apsis und die Erweiterung des Langhauses vergrößert. Der Bau der neuen Basilika war 1240 mit der Errichtung einer schlichten romanischen Fassade fast abgeschlossen. Die Basilika San Domenico wurde zum Vorbild für viele Dominikanerkirchen in der ganzen Welt. Die Basilika wurde am 17. Oktober 1251 von Papst Innozenz IV. geweiht, der bei dieser Gelegenheit das berühmte Kruzifix von Giunta Pisano (um 1250) zeigte, das noch heute in der Basilika aufbewahrt wird. Zwischen 1219 und 1243 wurde das Kloster erweitert und zu einem großen Klosterkomplex ausgebaut.
Im Jahr 1233, als der Bau der Basilika und des Klosters noch im Gange war, wurden die sterblichen Überreste des Dominikus in einen Zypressensarg gelegt, der in einem schlichten Marmorsarkophag hinter dem Altar einer Seitenkapelle im rechten Seitenschiff (an der Stelle der heutigen Dominikuskapelle aus dem 17. Jahrhundert) aufgestellt wurde. Um das Grab für die Gläubigen sichtbar zu machen, die nach der Heiligsprechung durch Papst Gregor IX. in immer größerer Zahl herbeiströmten, wurden seine sterblichen Überreste 1267 in ein prächtigeres Denkmal überführt, das von Nicoló Pisano und seinen Schülern ausgeschmückt wurde.
Die ursprüngliche Kirche aus dem 13. Jahrhundert bestand aus zwei Teilen:
- dem hinteren Teil (zur Fassade hin), der so genannten Vor- oder Außenkirche für die Gläubigen
- der vordere Teil (zur Apsis hin), die sogenannte Innenkirche, die den Mönchen vorbehalten war

Die beiden Teile waren durch eine Trennwand getrennt, in der sich das Kruzifix von Giunta Pisano befand und in der im 15. Jahrhundert der hölzerne Chor von Fra Damiano da Bergamo (heute im Chor) aufgestellt wurde.

### Gotische und Renaissance–Umbauten
Im Laufe der Zeit wurden auf der Grundlage des ursprünglichen Baus zahlreiche Umbauten und Anpassungen vorgenommen. Im 14. Jahrhundert wurden mehrere Kapellen und der Glockenturm (aus dem Jahr 1313, im gotischen Stil) hinzugefügt. Im 15. Jahrhundert wurden an der Nordseite die Kapellen Pepoli, Odofredo und Guidotti (ab der zweiten Hälfte des 16. Jahrhunderts „del Rosario“ genannt) errichtet. Später kamen die Renaissancekapellen Volta und Solimei hinzu (die heute nicht mehr zur Kirche gehören und in verschiedene Räume unterteilt sind).
Zwischen 1530 und 1534 wurde links von der Fassade die Renaissancekapelle Ghisilardi errichtet. Der Bologneser Adlige Ludovico Ghisilardi finanzierte die Kapelle als Gegenleistung für die von Papst Clemens VII. erwirkte Aufhebung einer Klausel im Testament seines Vaters, die ihn vom Erbe des Familienpalastes ausschloss, wenn er keine ehelichen Kinder hatte. Die von dem Sienesen Baldassare Peruzzi während seines Aufenthalts in Bologna zwischen 1522 und 1523 entworfene Kapelle wurde unter der Leitung des Bolognesers Jacopo Ranuzzi, der sich nicht immer an den ursprünglichen Entwurf hielt, ausgeführt. 1531 beauftragte Ludovico Ghisilardi Alfonso Lombardi mit der Ausschmückung der Kapelle, während der Altar am Ende des 16. Jahrhunderts von Pietro Fiorini hinzugefügt wurde.
Im Jahr 1551 wurden vier kleine gotische Kapellen im linken Kirchenschiff durch eine zweite Pepoli–Kapelle mit kreuzförmigem Grundriss ersetzt, die von Antonio Morandi entworfen wurde und als Terribilia bekannt ist. Zwischen 1597 und 1605 wurde die Kapelle San Domenico aus dem 14. Jahrhundert nach einem Entwurf von Floriano Ambrosini umgebaut.

### Neue barocke Anlage und die Restaurierungen aus dem 20. Jahrhundert

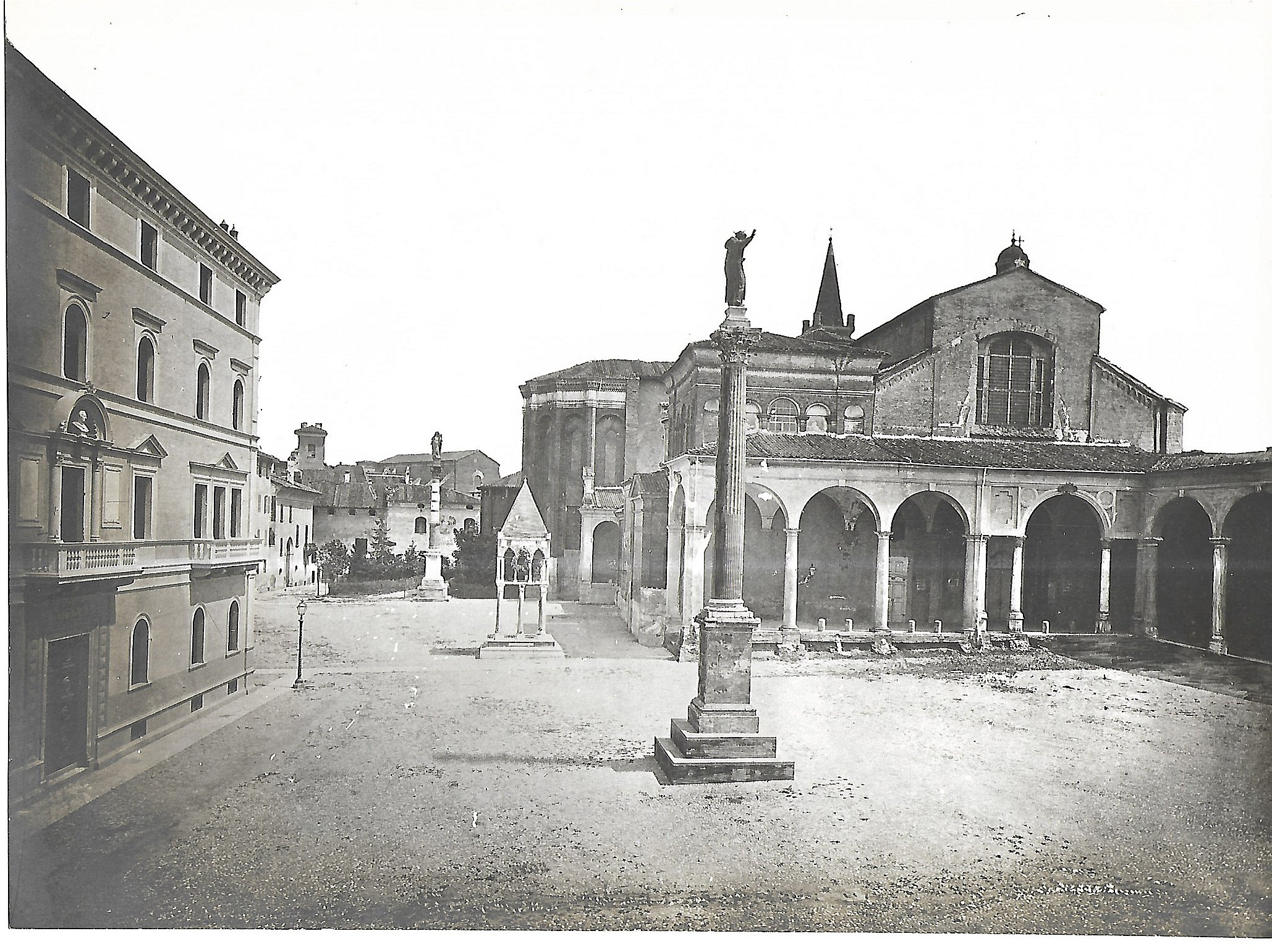
Die Basilika um 1870. Man beachte den Portikus, das rechteckige Fenster und die Erhöhung des Kirchenschiffs, die im 18. Jahrhundert vorgenommen wurde.

Im 17. Jahrhundert wurde, gemäß den Vorschriften des Konzils von Trient, die Trennwand zwischen den beiden Teilen der Kirche entfernt und der hölzerne Chor hinter den Hauptaltar verlegt.
In den Jahren 1728–1732 führte Carlo Francesco Dotti unter der Schirmherrschaft von Papst Benedikt XIII. umfangreiche Umbau- und Restaurierungsarbeiten durch, um den Innenraum zu vergrößern (Verschmelzung der beiden mittelalterlichen Kerne im Barockstil). Dotti ließ auch einen Portikus an der Fassade errichten, der sich an den bereits bestehenden Arm des Konvents anschloss. Beide Arme des Portikus wurden 1874 auf Veranlassung der Stadtverwaltung von Bologna abgerissen. Bei diesem Abriss wurde auch die Vorhalle aus dem 15. Jahrhundert entfernt, die in den Portikus von Dotti integriert geblieben war.
Im Mai 1884 erhob Papst Leo XIII. die Kirche in den Rang einer Basilika minor.
Zwischen 1909 und 1910 leitete Alfonso Rubbiani die Restaurierung der Fassade auf der Grundlage des Entwurfs von Raffaele Faccioli aus dem Jahr 1894, wobei die Fassade in ihren heutigen Zustand versetzt und die große Fensterrose in Anlehnung an ihr wahrscheinliches ursprüngliches Aussehen rekonstruiert wurde.

## Beschreibung

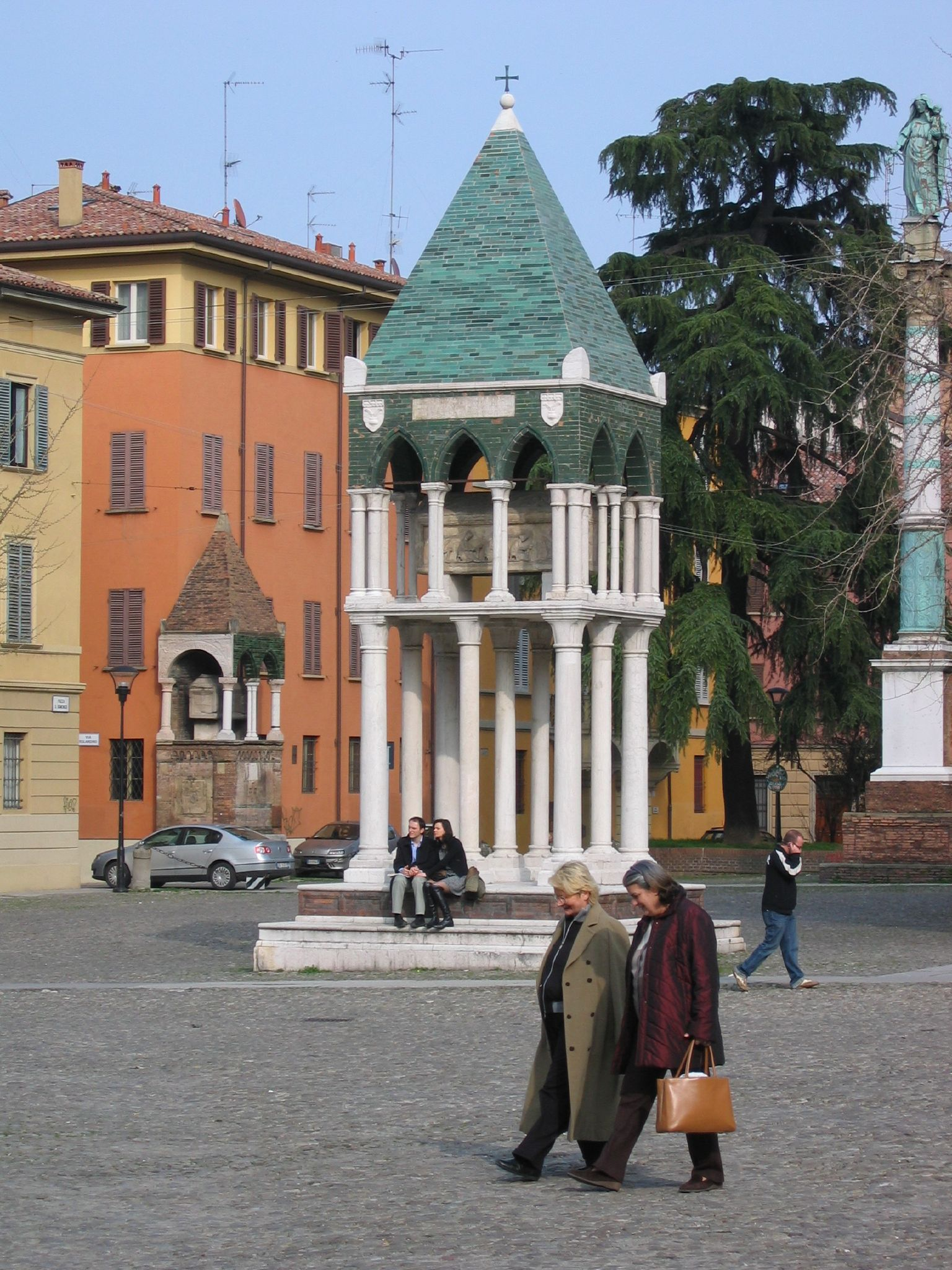
Im Vordergrund das Grabmal des Glossators Rolandino de’ Passeggeri, dahinter das von Egidio Foscherari

### Außen

#### Piazza San Domenico
Die vorgelagerte Piazza San Domenico ist, wie es im Mittelalter üblich war, und wie die benachbarte Piazza Santo Stefano mit Flusskieseln gepflastert. Ursprünglich war er durch eine Mauer von der Straße abgetrennt und diente dazu, die große Menschenmenge aufzunehmen, die den Predigten der Dominikaner lauschte.
Im hinteren Teil des Platzes steht eine Säule aus Stein und Kupfer von Giulio Cesare Conventi (Madonna del Rosario, 1632), die an das Ende der Pestepidemie erinnert, von der die Stadt in jenen Jahren heimgesucht wurde, während im vorderen Teil die Säule mit der Statue des Heiligen Dominikus steht.
Sehr charakteristisch sind die Gräber des Glossators Rolandino de’ Passaggeri (1305) und das von Egidio Foscherari (1289). Ein drittes Grabmal, das der Familie Muzzarelli, das den beiden anderen ähnelt, stand neben dem Grab von Rolandino. Ähnliche Grabmäler befinden sich auf einem anderen Platz in Bologna, neben der Basilika San Francesco.

#### Fassade

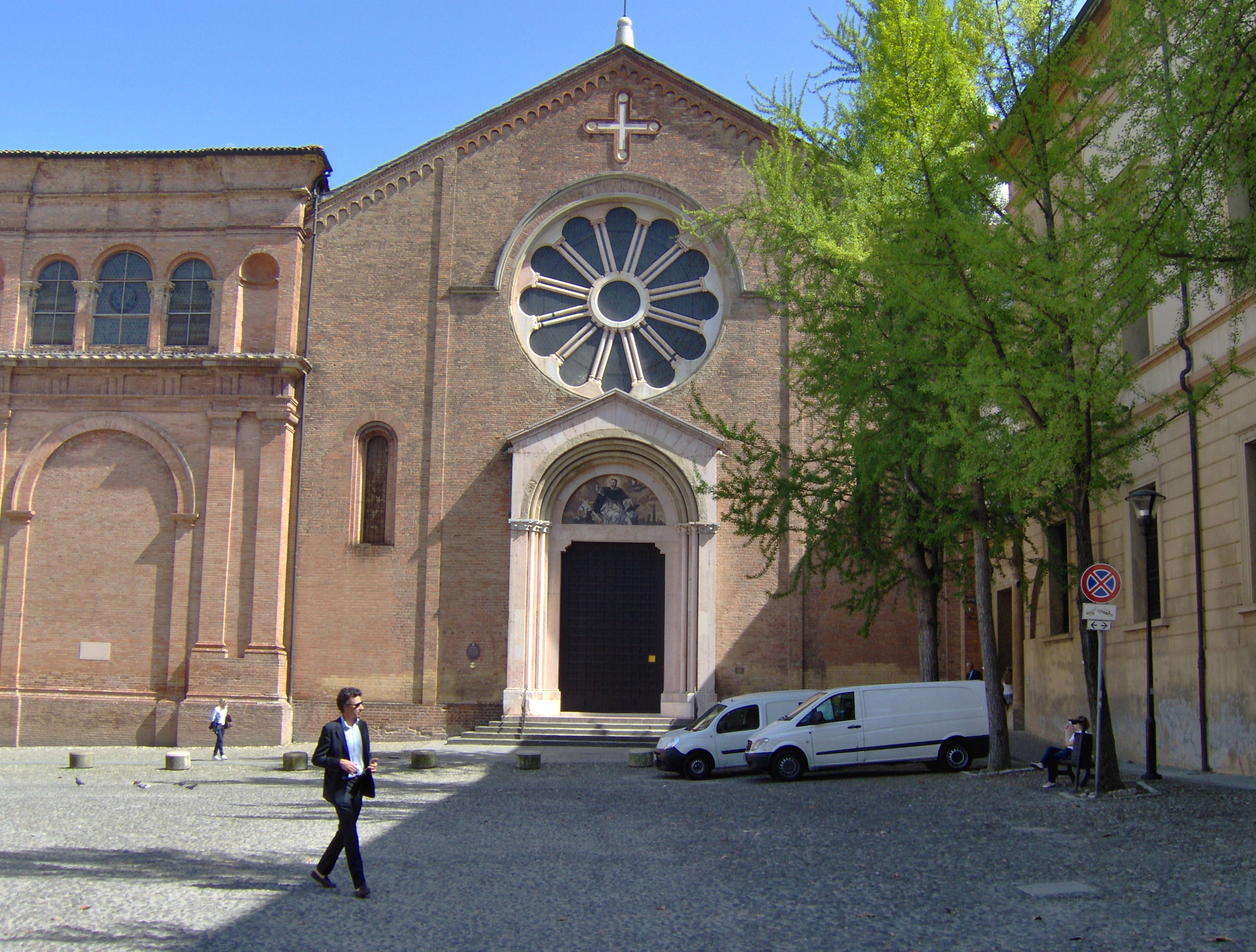
Die Fassade

Die Fassade wurde 1240 als letztes Element der ursprünglichen Kirche aus dem 13. Jahrhundert fertiggestellt und im Laufe der Jahrhunderte mehrfach verändert. Ihr heutiges Aussehen verdankt sie einem Entwurf des Architekten Raffaele Faccioli, der zwischen 1909 und 1910 unter der Leitung von Alfonso Rubbiani das ursprüngliche romanische Aussehen wiederherstellte, indem er die Giebelform und die Fensterrose wieder herstellte.
Die Fassade weist einen einfachen Giebel ganz aus Backstein im ärmlichen Stil der Bettelorden auf und ist unter der Dachtraufe mit einem Bogenfries geschmückt. In der Mitte befindet sich eine große durchbrochene Rosette aus weißem Marmor, die in zwölf radiale Säulenpaare unterteilt ist, über denen sich ein griechisches Kreuz befindet. An der Fassade befindet sich ein einzelnes Portal mit einem leicht vorspringenden Vorbau. Zu beiden Seiten des Portals befinden sich zwei Monoforien.
Das Mosaik in der Lünette des Portals, das den Heiligen Dominikus bei der Segnung der Stadt Bologna darstellt, ist eine Mosaikreproduktion eines Gemäldes von Lucia Casalini Torelli aus dem 18. Jahrhundert, das sich am Eingang des Klosters befindet.
Auf der linken Seite der Fassade befindet sich die Ghisilardi–Kapelle aus der Renaissance, die im 16. Jahrhundert nach einem Entwurf von Baldassarre Peruzzi hinzugefügt wurde, während sich auf der rechten Seite die Bauten des Klosters befinden, die weit über die Ebene der Fassade hinausragen.

### Innen

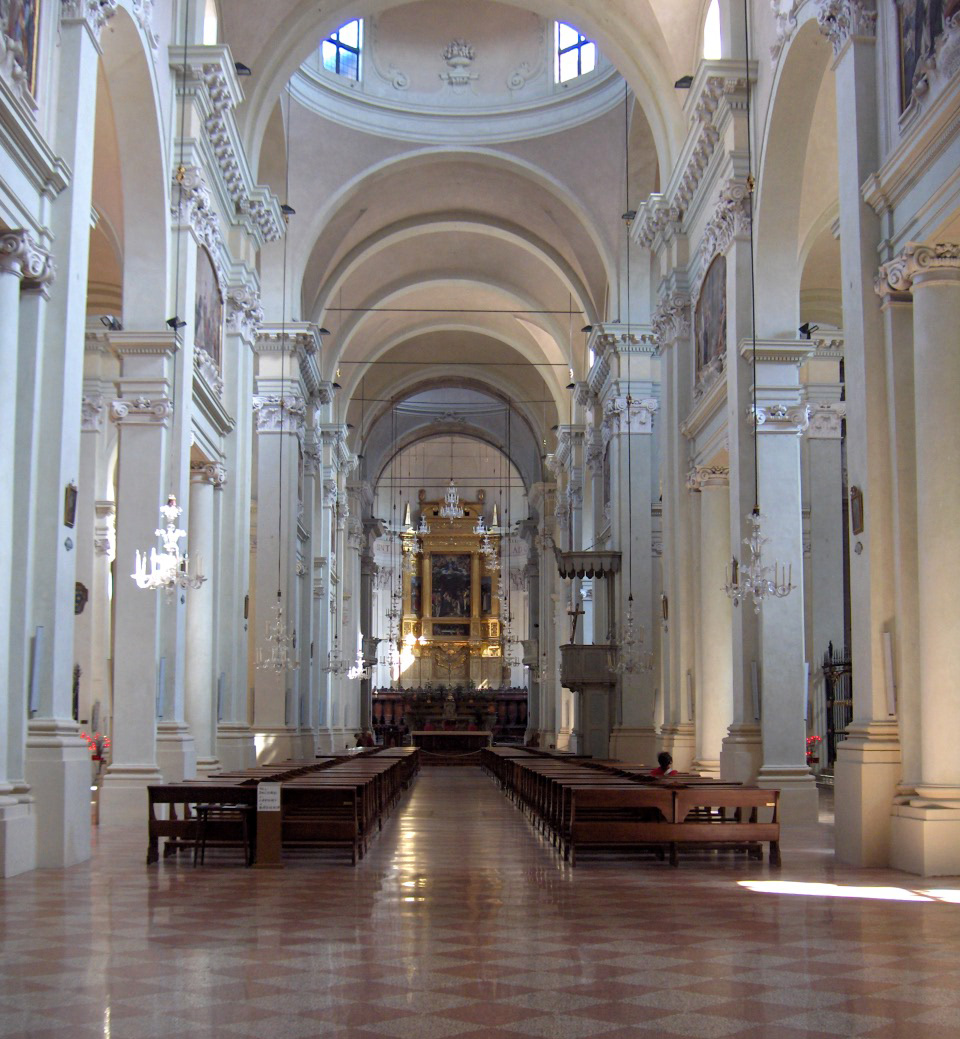
Innen

Die Kirche besteht aus drei Schiffen (einem Mittelschiff und zwei Seitenschiffen), zahlreichen Seitenkapellen, einem Querschiff und einem Chor.

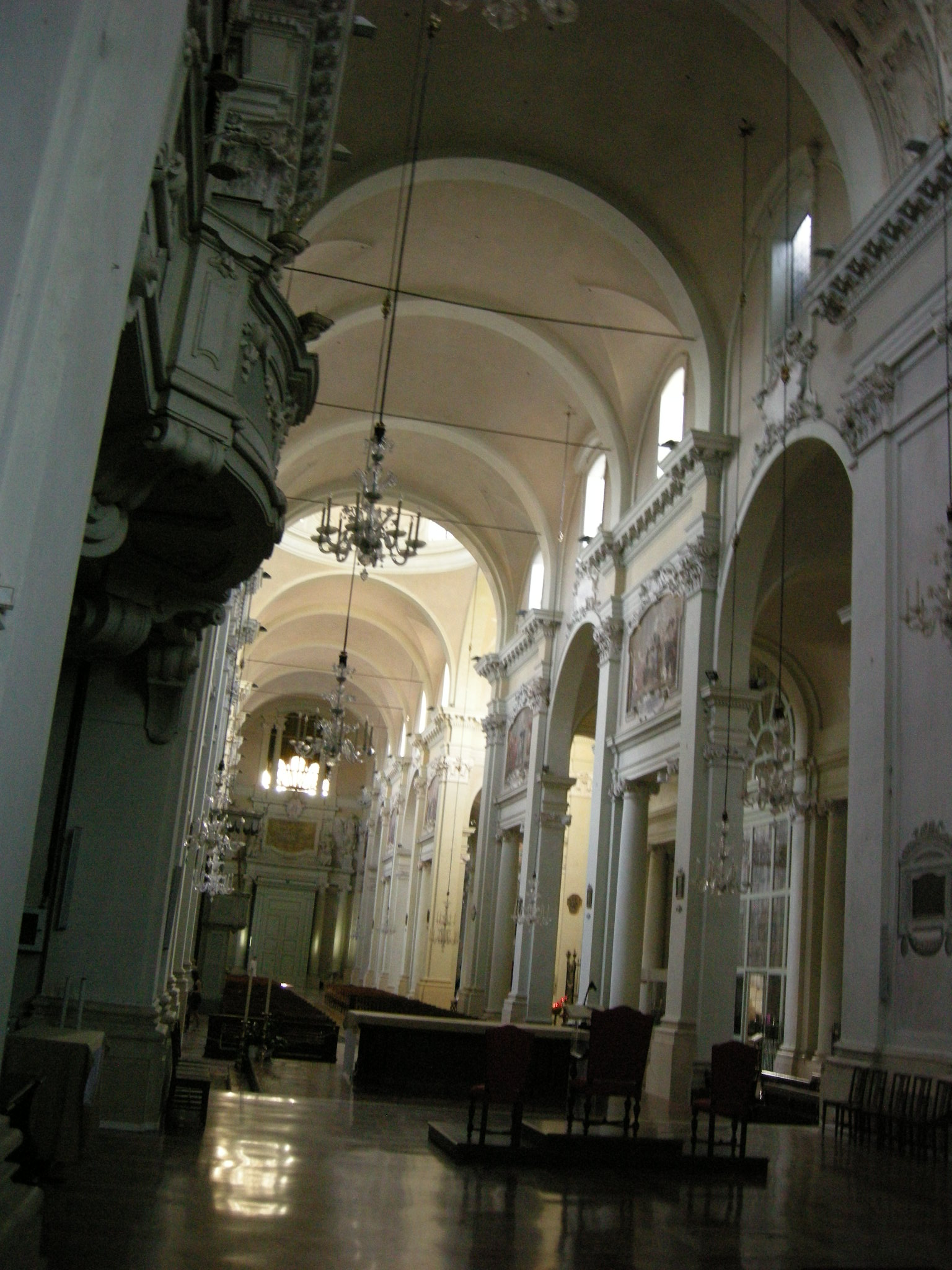
Innenraum zur Gegenfassade hin
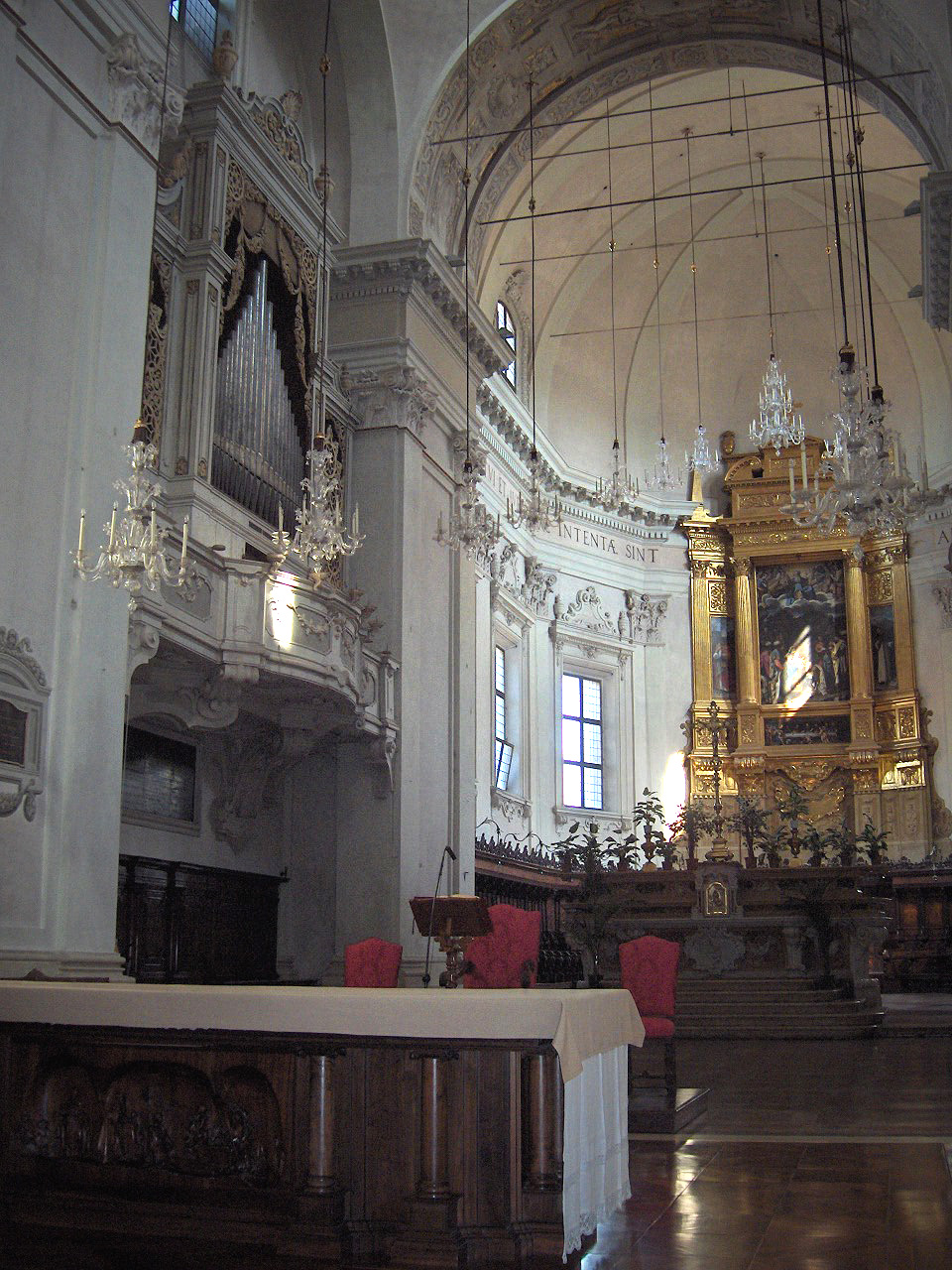
Presbyterium und Apsis
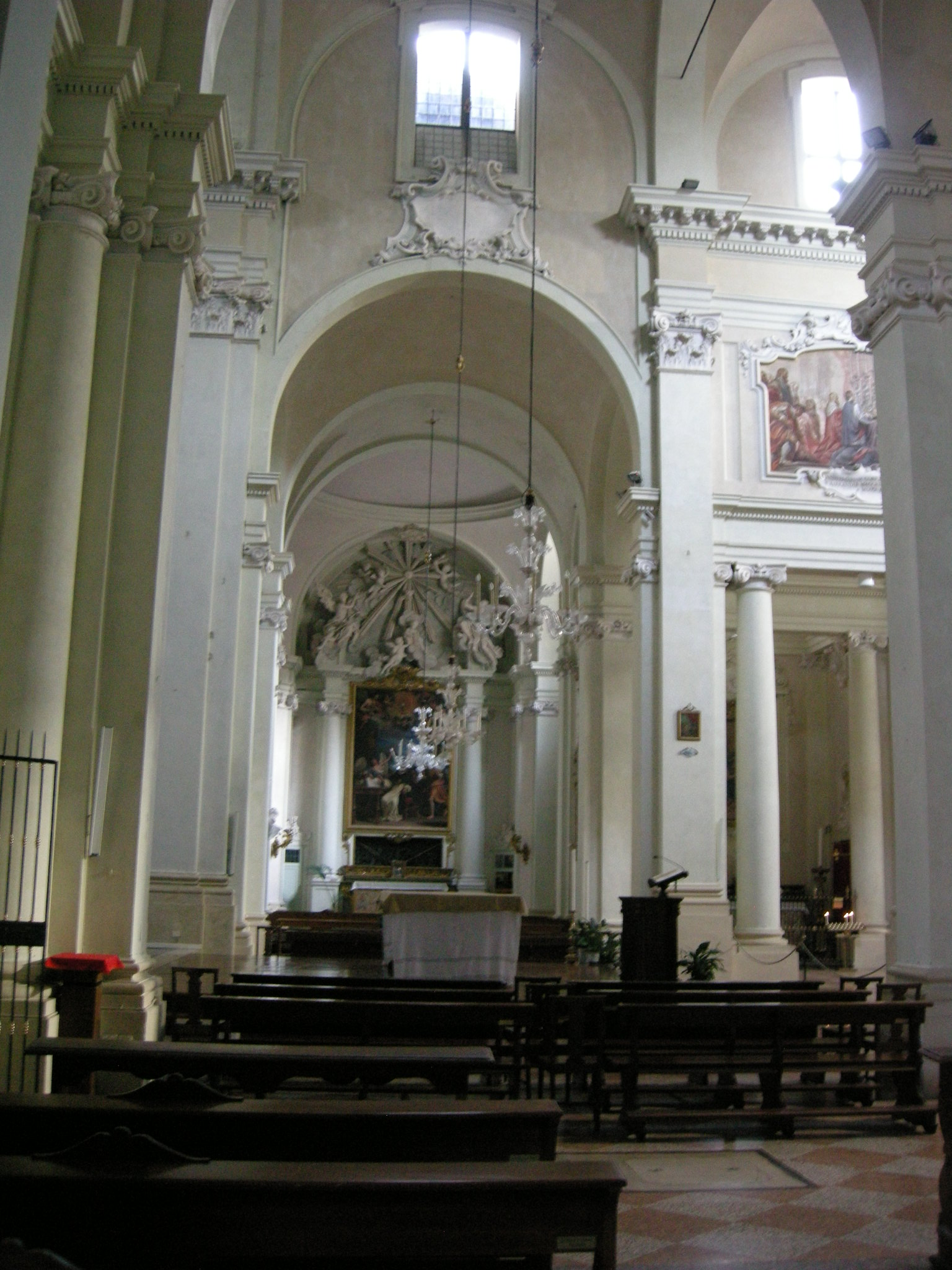
Das Querschiff

#### Kapelle des heiligen Dominikus

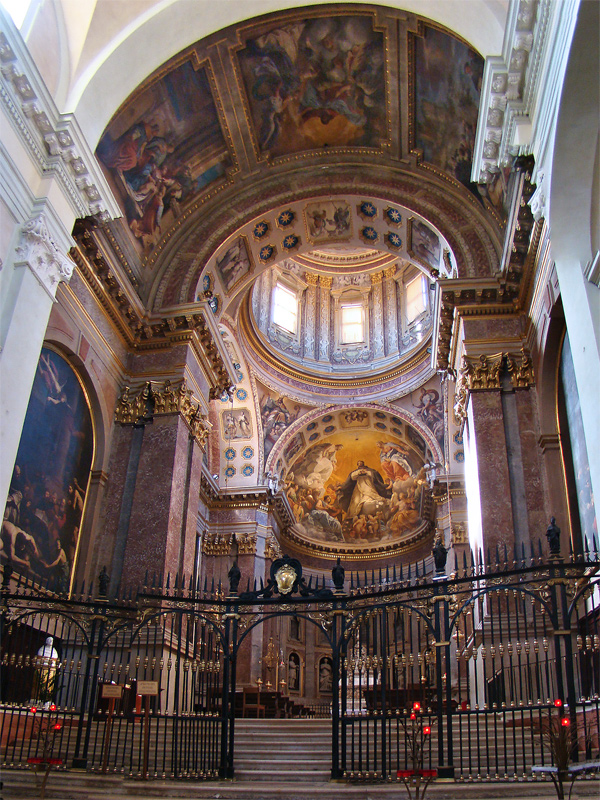
Kapelle des heiligen Dominikus

Sie befindet sich auf der rechten Seite des Längskörpers der Basilika (fast auf halber Höhe der Basilika) und enthält den wertvolle Sarkophag des Heiligen Dominikus, in dem sich die sterblichen Überreste des Heiligen befinden. Sie wurde im ersten Drittel des 17. Jahrhunderts von dem Architekten Floriano Ambrosini im Barockstil errichtet und ersetzte die ältere gotische Kapelle aus dem 13. Jahrhundert, in der die Gebeine des Heiligen seit 1233 aufbewahrt wurden. Sie ist 13,60 m breit, 23,80 m lang und 38 m hoch und erhebt sich 1,5 m über dem Boden der Basilika. Sie hat einen quadratischen Grundriss und enthält eine halbrunde Apsis und eine Kuppel. In der Mitte befindet sich der Sarkophag des Heiligen Dominikus.
Auf den vier Gemälden an den Seitenwänden sind die Wunder des heiligen Dominikus dargestellt. Die ersten beiden Gemälde nach dem Eingang stammen von Lionello Spada (links) und Alessandro Tiarini (rechts) und zeigen das Wunder des feuerfesten Buches, das sich in Südfrankreich ereignete, bzw. das Wunder der Auferstehung des Kindes, das sich in Rom ereignete. Die nächsten beiden größeren Gemälde stammen von Giovanni Andrea Donducci (bekannt als il Mastelletta) und zeigen das Wunder der Auferstehung von Napoleone Orsini, das sich in Rom ereignete, und das Wunder der Auferstehung der ertrunkenen Pilger, das sich in Südfrankreich ereignete. Alle vier Gemälde stammen aus den Jahren 1613–1615.
Das Fresko im Bereich der Apsis stellt die Glorie des Heiligen Dominikus dar und ist ein Werk von Guido Reni (1613–1615).
Die sieben Statuen, die in Nischen an der Rückwand angebracht sind, stammen von Giovanni Todeschi (1617–1631). Sie stellen die 3 theologischen Tugenden (Glaube, Hoffnung und Nächstenliebe) und die 4 Kardinaltugenden (Mäßigung, Tapferkeit, Gerechtigkeit, Klugheit) dar. Eine Tafel in der Apsis unter einer der Statuen erinnert an den Besuch von Papst Johannes Paul II. (20. Jahrhundert).

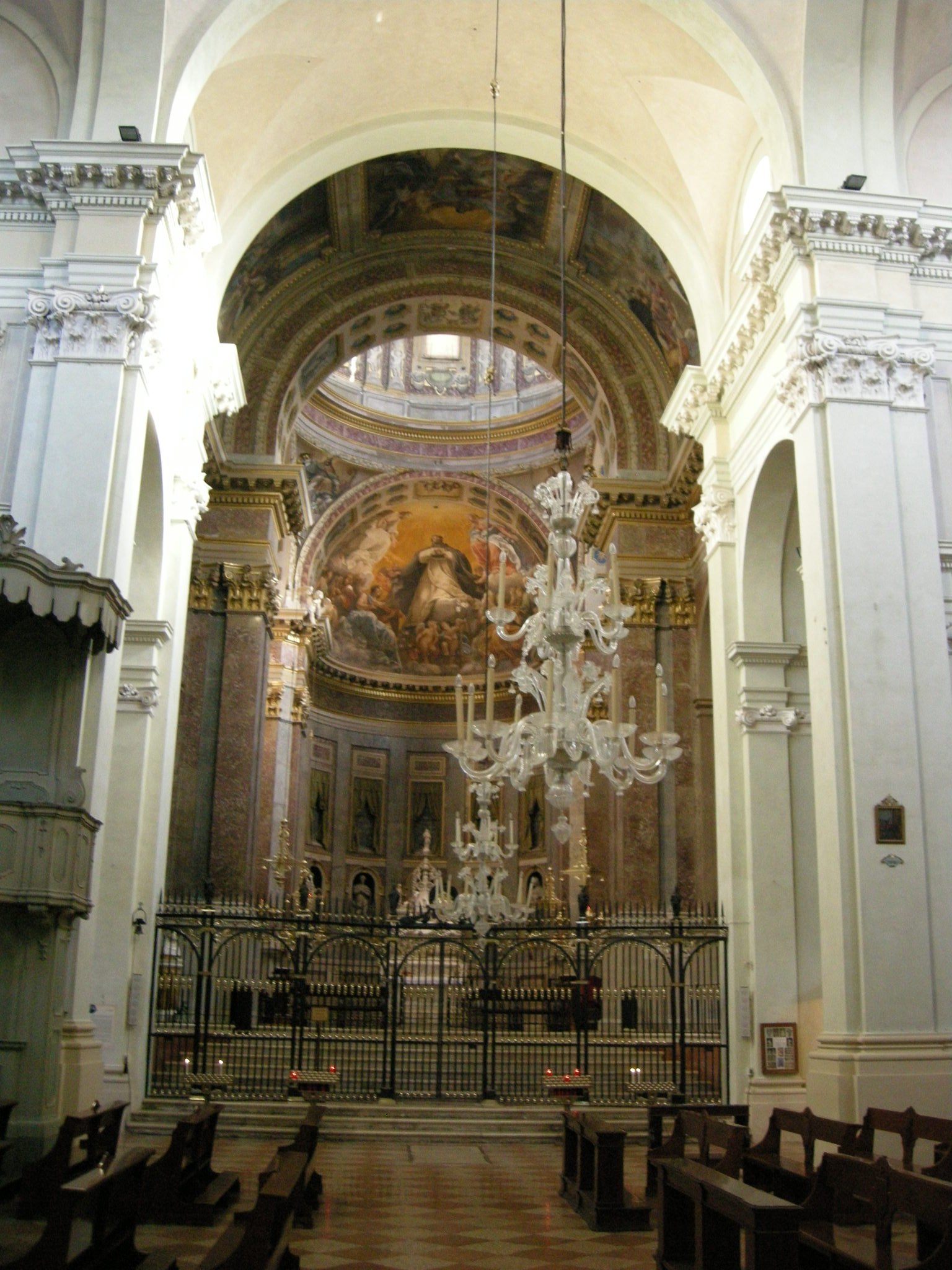
Kapelle vom Kirchenschiff aus gesehen
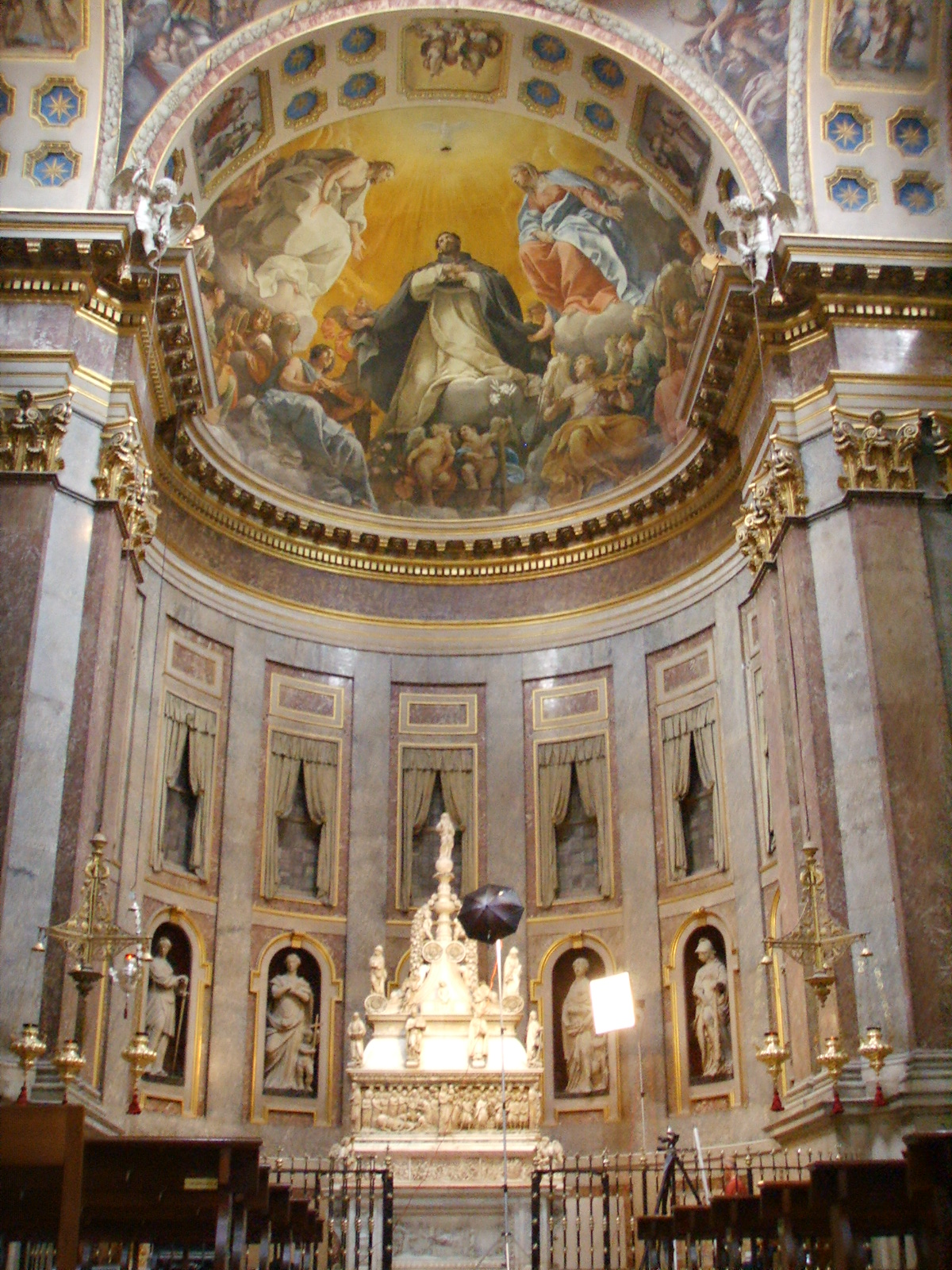
Apsis
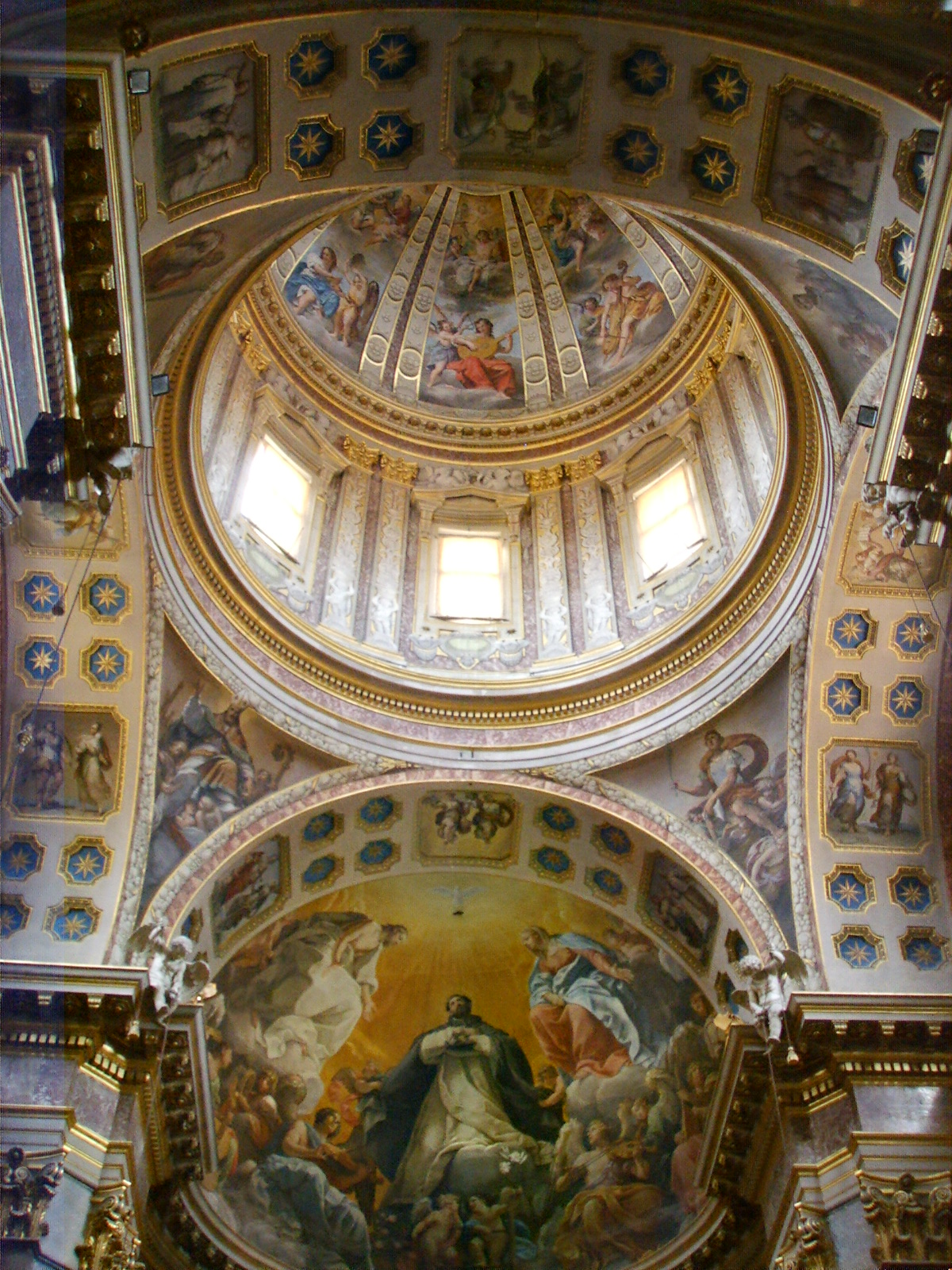
Kuppel
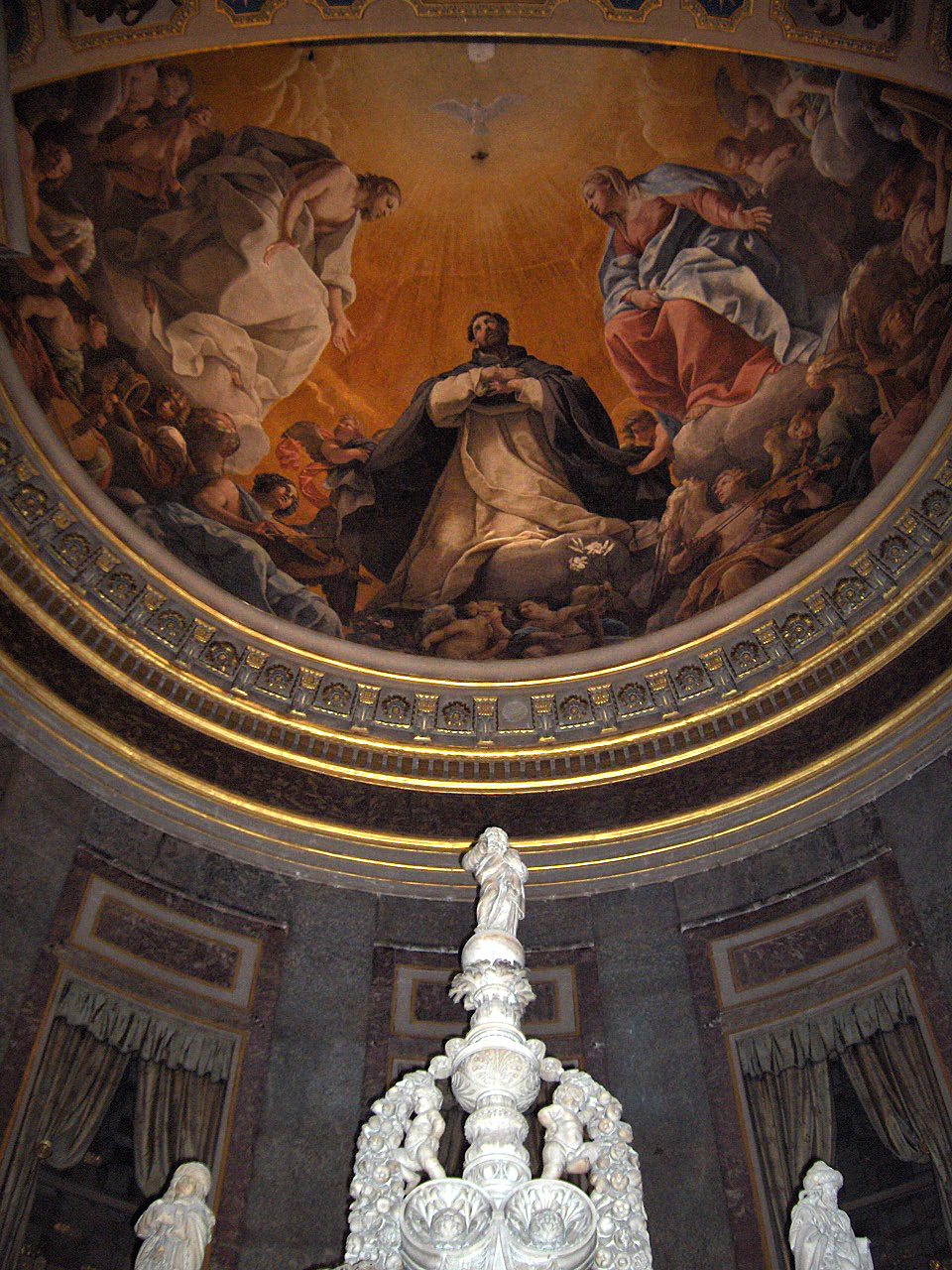
Gloria des Hl. Dominikus von Guido Reni

##### Sarkophag des Hl. Dominikus

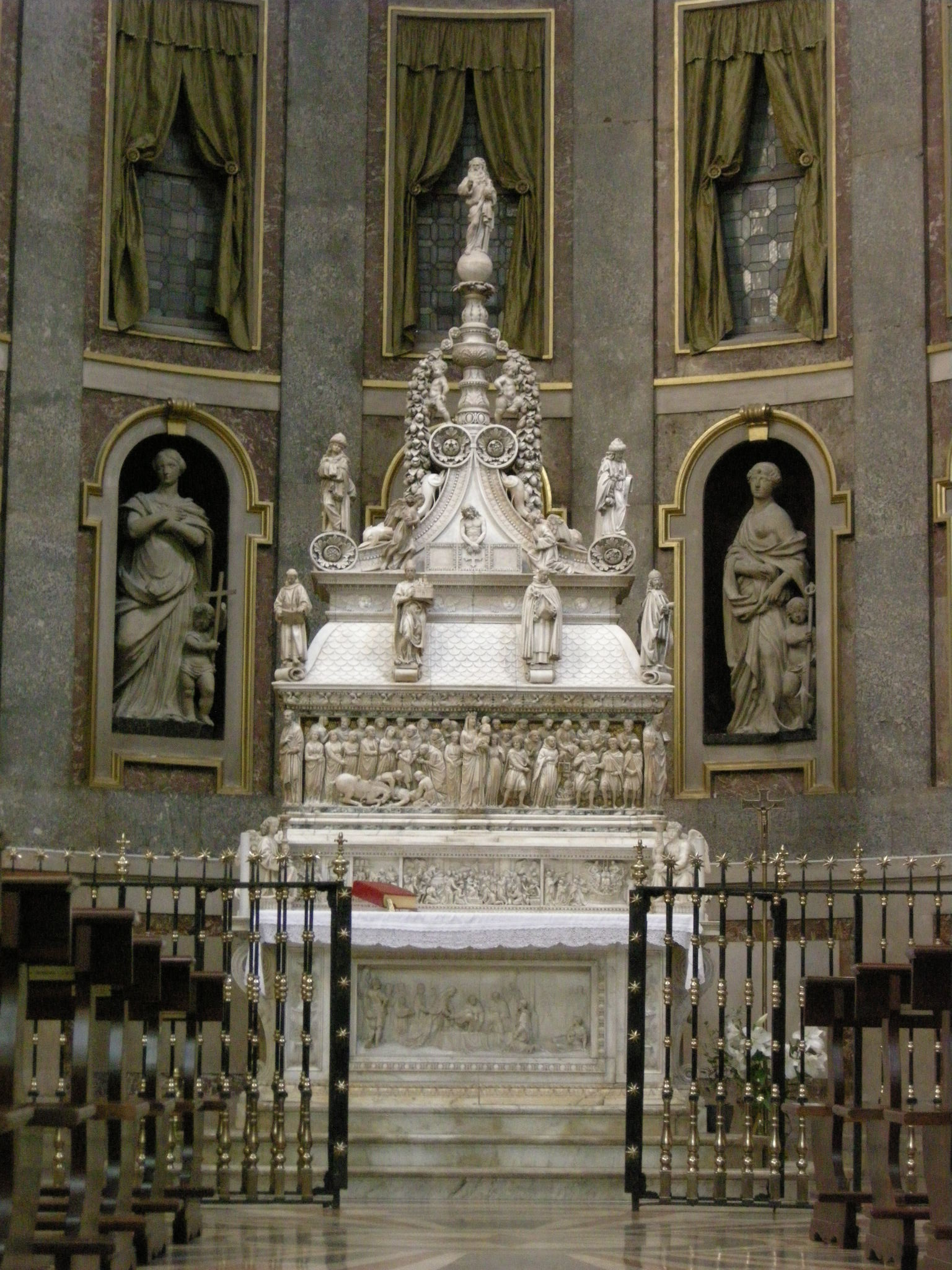
Sarkophag des Hl. Dominikus

Der erste Sarkophag des Hl. Dominikus wurde 1267 von Niccolò Pisano und seinen Schülern errichtet, die den neuen Marmorsarkophag (der den Zypressensarg mit den sterblichen Überresten des Heiligen enthielt) mit sechs Tafeln schmückten, die wichtige Episoden aus dem Leben des Heiligen darstellen. Der Sarkophag wurde über einem Altar aufgestellt, damit er von den zahlreichen Pilgern gesehen werden konnte.
In den folgenden Jahrhunderten wurden Änderungen und Arbeiten am Sarkophag vorgenommen. Zu den Künstlern, die zu diesem Werk beigetragen haben, gehören:
- Niccolò da Bari (oder „Pugliese“ oder „d’Apulia“, auch bekannt als „dell’Arca“), der die Dekoration des Kymations ausführte und den linken fackeltragenden Engel schuf (1469–1473)
- der junge Michelangelo Buonarroti, der einige kleine Statuen beisteuerte, nämlich die des Hl. Petronius und des Hl. Proculus sowie den rechten fackeltragenden Engel (1494)
- Alfonso Lombardi, der die Mitteltafel unter dem Sarkophag und über dem Altar mit der Anbetung der Hl. Drei Könige und die seitlichen Tafeln mit Szenen aus dem Leben des Heiligen schuf (1532)
- Jean–Baptiste Boudard, der schließlich das Flachrelief unter dem Altar mit dem Tod des Hl. Dominikus schuf (1768).

An der Spitze sieht man Gott der Vater der mit seiner linken Hand die Welt hochhält und sie an sein Herz drückt. Weiter unten sehen wir die Symbole der Schöpfung: die Fruchtgirlanden stehen für die Erde, die beiden Putten für den Himmel und die acht Delphine auf das Meer. Weiter unten finden wir das Geheimnis der Erlösung. Der tote Jesus ist zwischen zwei Engeln dargestellt, rechts der Engel der Verkündigung und links der Engel der Passion. Auf gleicher Höhe mit den Engeln befinden sich die vier Evangelisten (Matthäus, Markus, Lukas und Johannes), die die Botschaft von der Erlösung durch Jesus Christus in der ganzen Welt verkünden.
Gleich darunter stehen, auf einen Sockel stehend, acht Statuen, die die Schutzheiligen von Bologna darstellen (vorne: Franziskus, Petronius, Dominikus und Florian; hinten: Agricola, Johannes der Täufer, Proculus und Vitalis). Unter der Einfassung mit den Statuen befinden sich die sechs Tafeln von Nicoló Pisano, die den Sarg umschließen und die wichtigsten Episoden aus dem Leben des Heiligen darstellen. Weiter unten finden wir eine Tafel mit der Anbetung der Hl. Drei Könige (in der Mitte) und Szenen aus dem Leben des Heiligen (an den Seiten). Schließlich befindet sich unter dem Altar ein Flachrelief mit dem Tod des Heiligen Dominikus.
Hinter dem Sarkophag ist auch das kostbare Reliquiar von Jacopo Roseto da Bologna (1383) aus dem 14. Jahrhundert erhalten, das den Kopf des Hl. Dominikus enthält und anlässlich des Festes des Heiligen in einer Prozession durch die Straßen der Stadt getragen wurde.

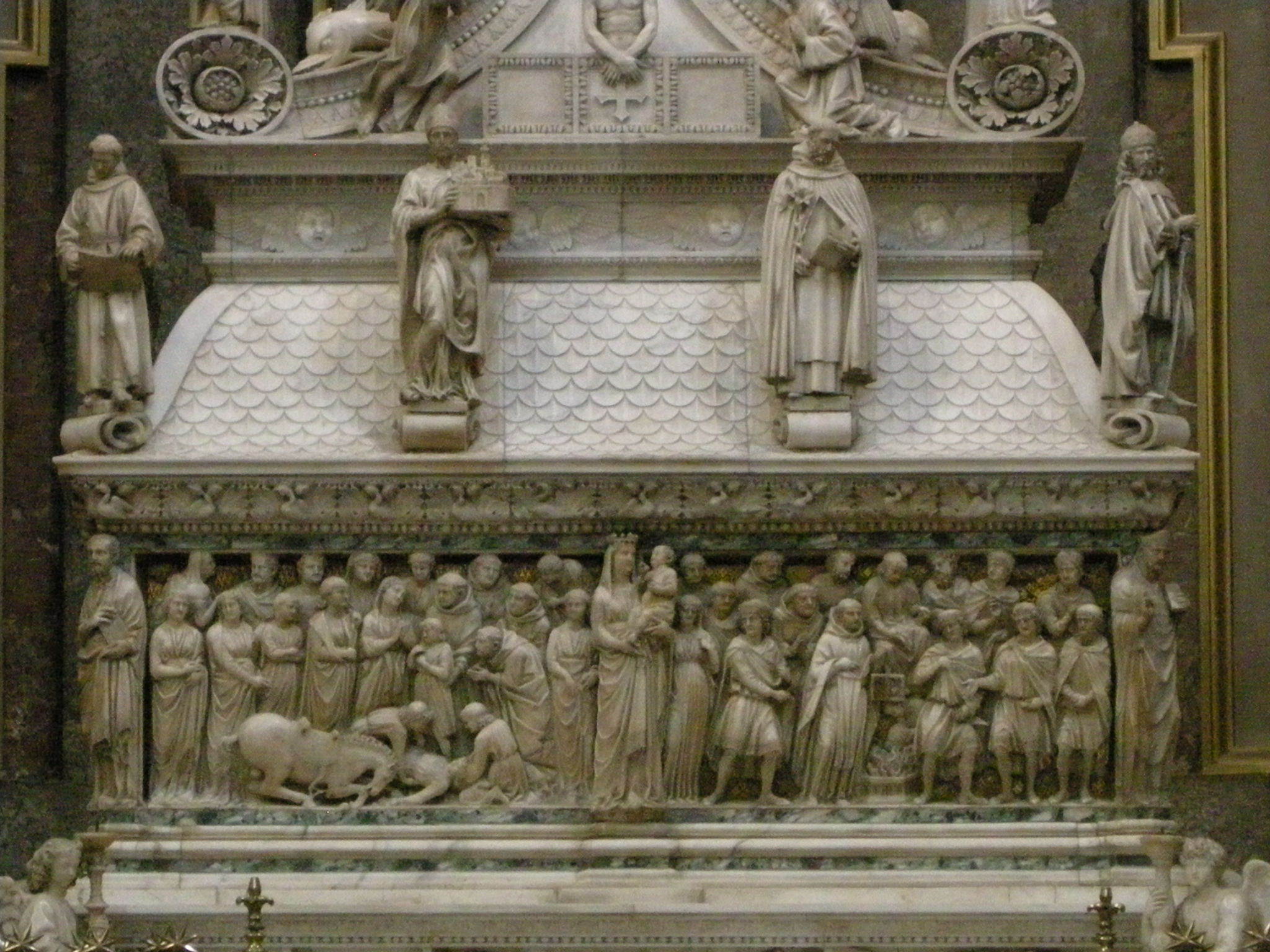
Der Sarkophag
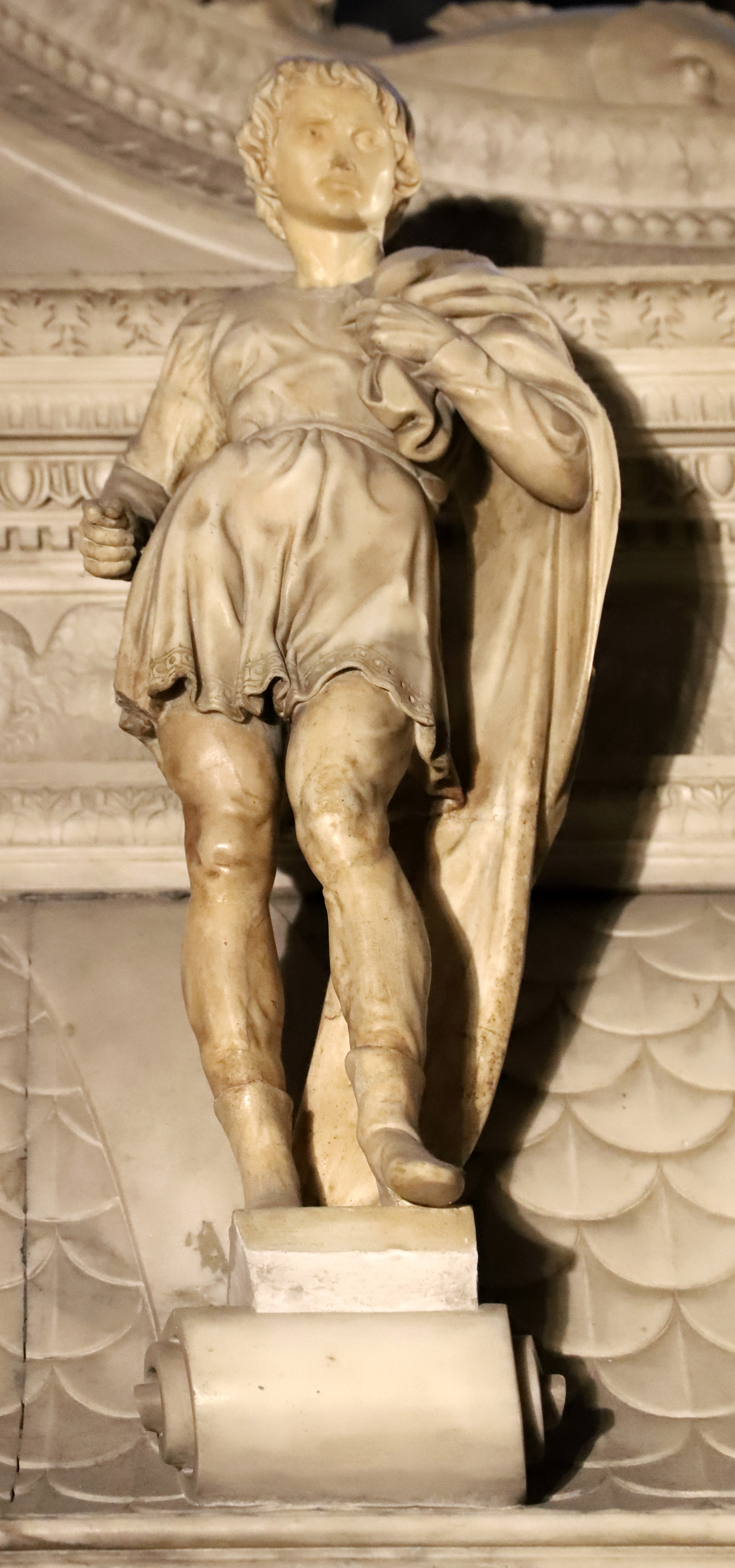
Hl. Proculus, von Michelangelo Buonarroti
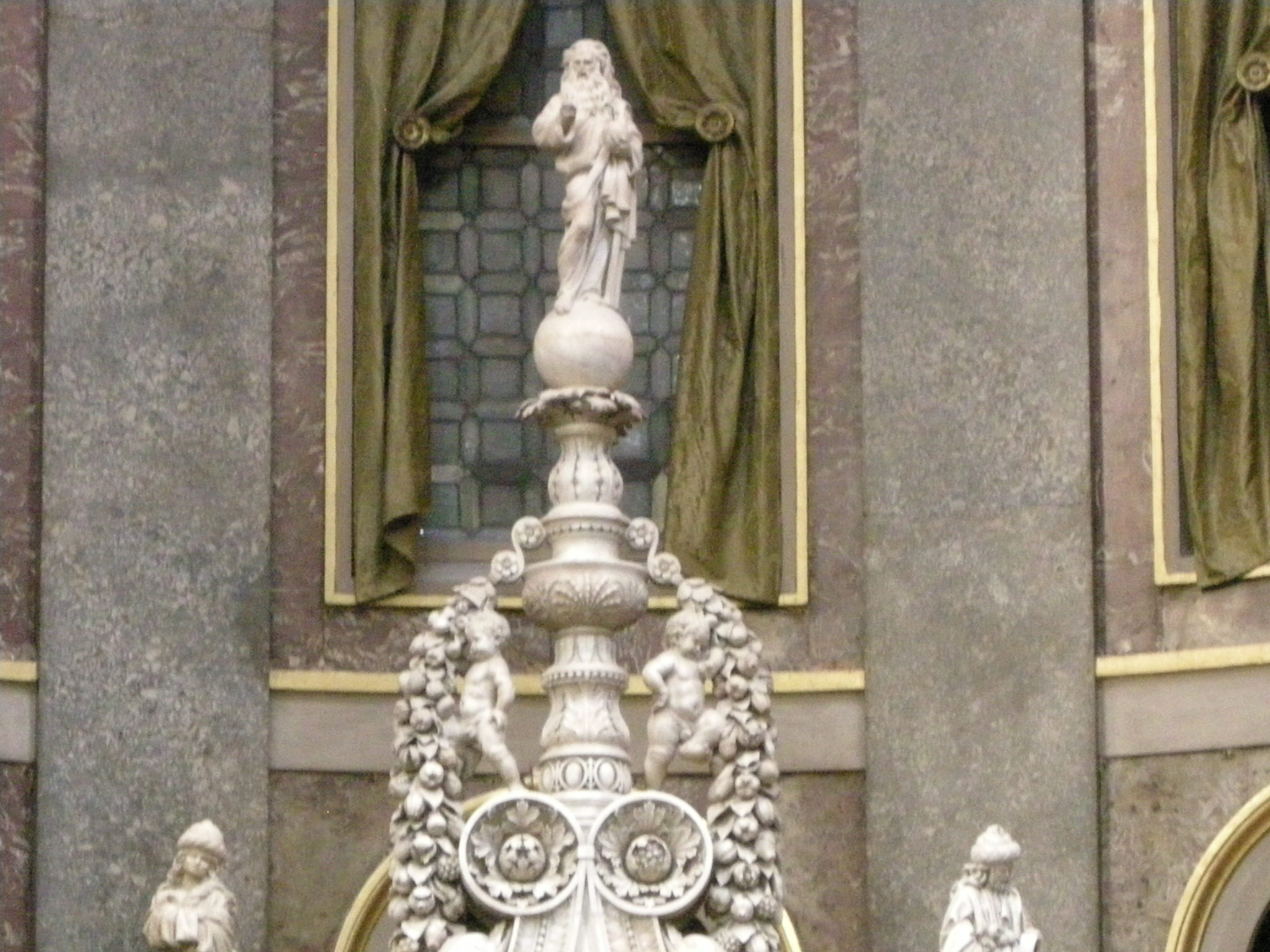
Gott der Vater
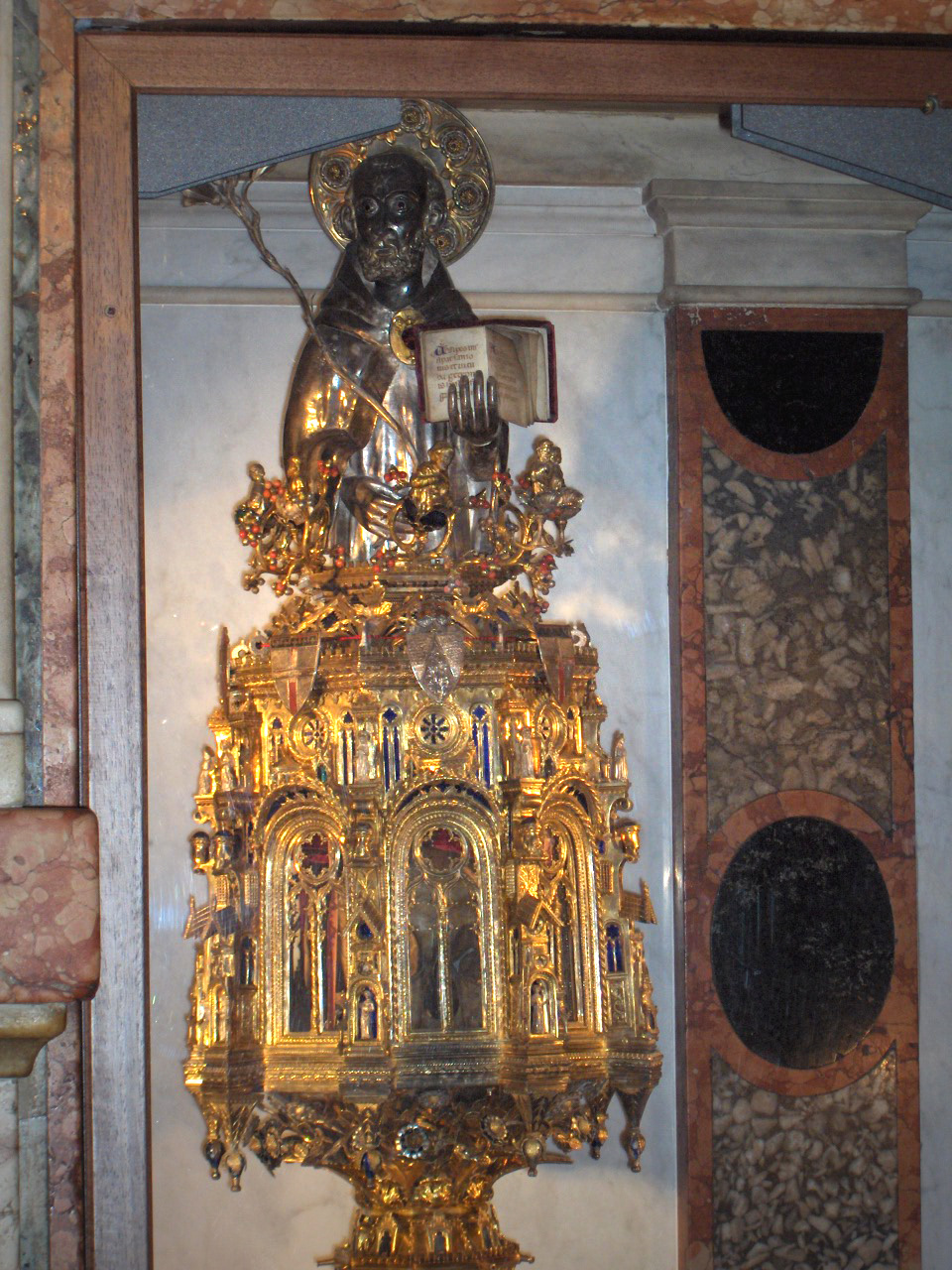
Detail des Reliquienschreins mit dem Haupt des Hl. Dominikus

#### Rosenkranzkapelle

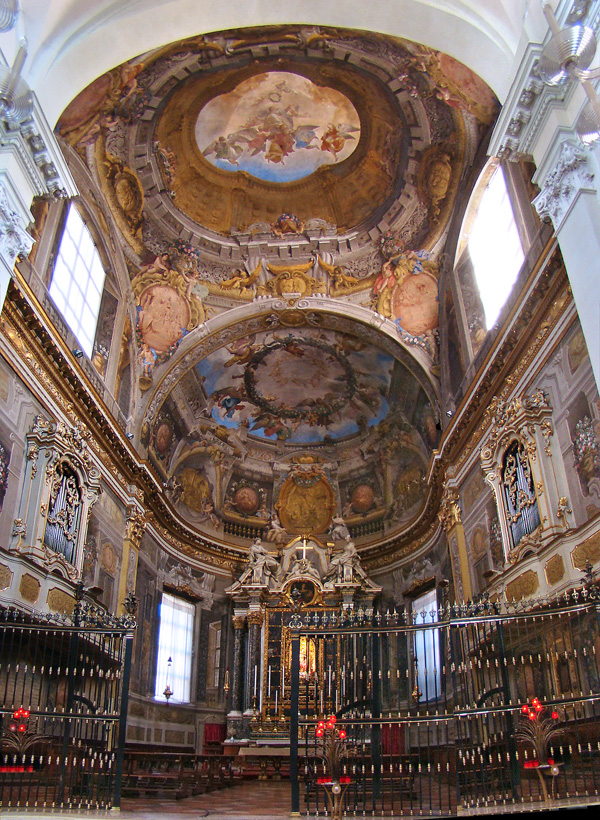
Die Rosenkranzkapelle

Sie befindet sich auf der linken Seite des Längskörpers der Basilika (fast auf halber Höhe der Basilika) gegenüber der Kapelle des Heiligen Dominikus. Sie wurde ursprünglich von dem Adligen Giovanni Guidotti als Kapelle für seine Familie errichtet (1460–1465), und Francesco Abaco und Giovanni di Pietro aus Como wurden mit dem Bau beauftragt.
In der zweiten Hälfte des 16. Jahrhunderts wurde die Kapelle von der Bruderschaft des Heiligen Rosenkranzes erworben, die im vorigen Jahrhundert innerhalb des Dominikanerordens entstanden war (die Praxis des Rosenkranzgebets wurde von Dominikus eingeführt). Bei dieser Gelegenheit wurde die Kapelle in „Rosenkranzkapelle“ umbenannt, zu Ehren der „Muttergottes vom Rosenkranz“. Zu diesem Zweck wurde der Altar von Floriano Ambrosini umgebaut (1589). In der Mitte des Altars befindet sich das verehrte Bild der „Seligen Jungfrau des Rosenkranzes“ und an den Seiten fünfzehn bemalte Tafeln mit den „Fünfzehn Geheimnissen des Rosenkranzes“, die 1601 von verschiedenen Künstlern, vor allem aus der Bologneser Schule, wie Lodovico Carracci, Guido Reni, Bartolomeo Cesi, Denijs Calvaert, Lavinia Fontana, Francesco Albani und Domenichino geschaffen wurden.
Nach der Mitte des 17. Jahrhunderts wurde das Gewölbe der Kapelle renoviert. Bei dieser Gelegenheit wurden das Gewölbe und die Apside mit Fresken von Angelo Michele Colonna und Agostino Mitelli (1655–1657) verziert. Diese stellen die Himmelfahrt bzw. die Verherrlichung der Rosenkranzmadonna durch Himmel und Erde dar. Die beiden Künstler schmückten auch die Seitenwände, allerdings wurden ihre Werke im 18. und 19. Jahrhundert überarbeitet. Die beiden Chorgestühle wurden von Carlo Francesco Dotti (1736) geschaffen.
Rechts vom Altar befindet sich die Orgel, an der Wolfgang Amadeus Mozart lernte, als er als Schüler von Pater Giovanni Battista Martini in Bologna zu Gast war, um die Prüfung für die Aufnahme in die Accademia Filarmonica in Bologna abzulegen. Die Orgel wurde 1760 von G. Giovagnoni gebaut und 2003 von Seri und Ungarelli restauriert. Sie hat eine Klaviatur mit 45 Tasten mit kurzer Oktave und ein Fußbrett mit 18 Pedalen, ebenfalls mit kurzer Oktave, und besteht aus 10 Registern.

##### Grabmal von Guido Reni und Elisabetta Sirani
Die beiden Maler Guido Reni und Elisabetta Sirani, die 1642 bzw. 1665 starben, wurden in der Rosenkranzkapelle beigesetzt.

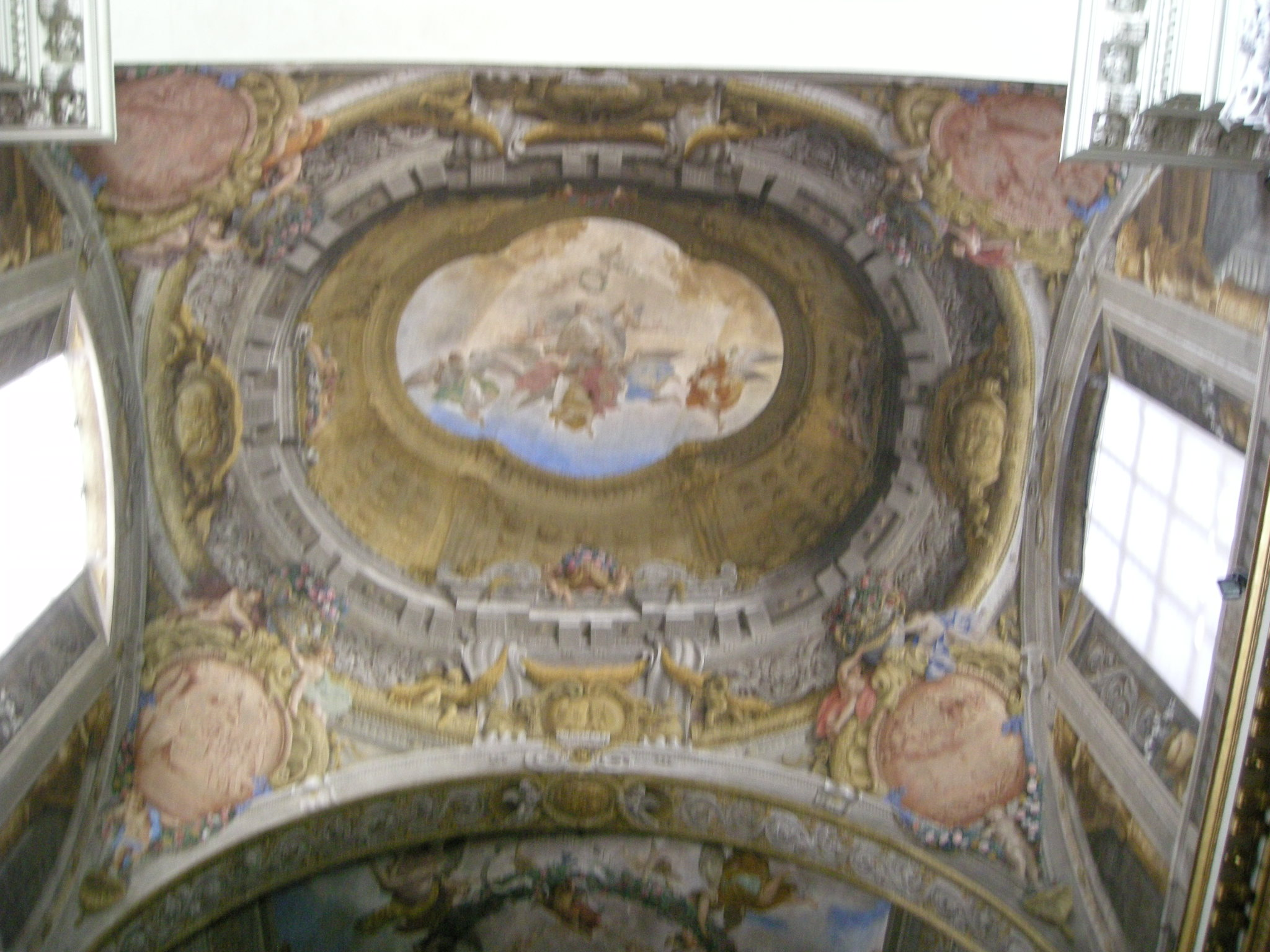
Fresken des Gewölbes
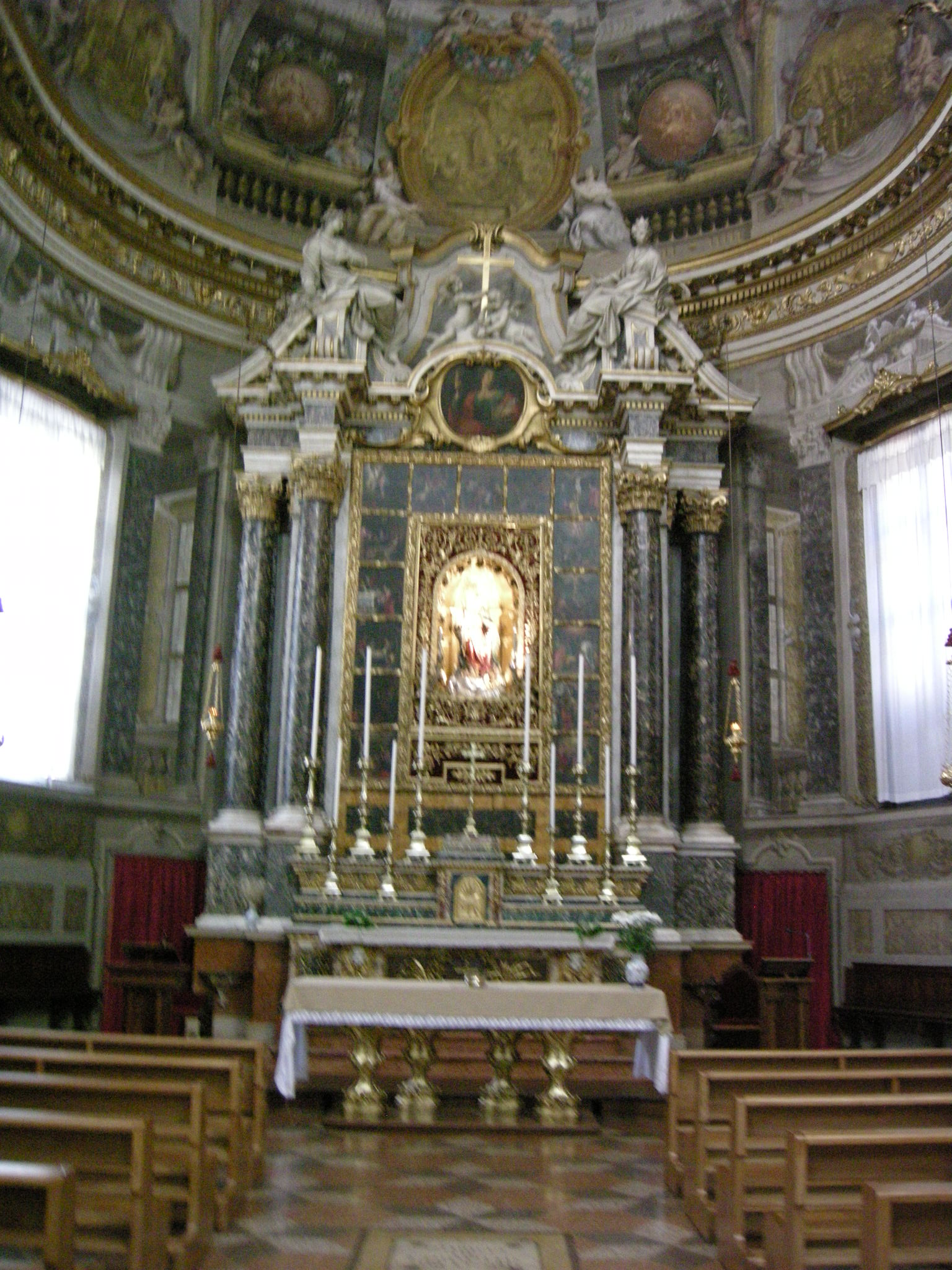
Der Altar
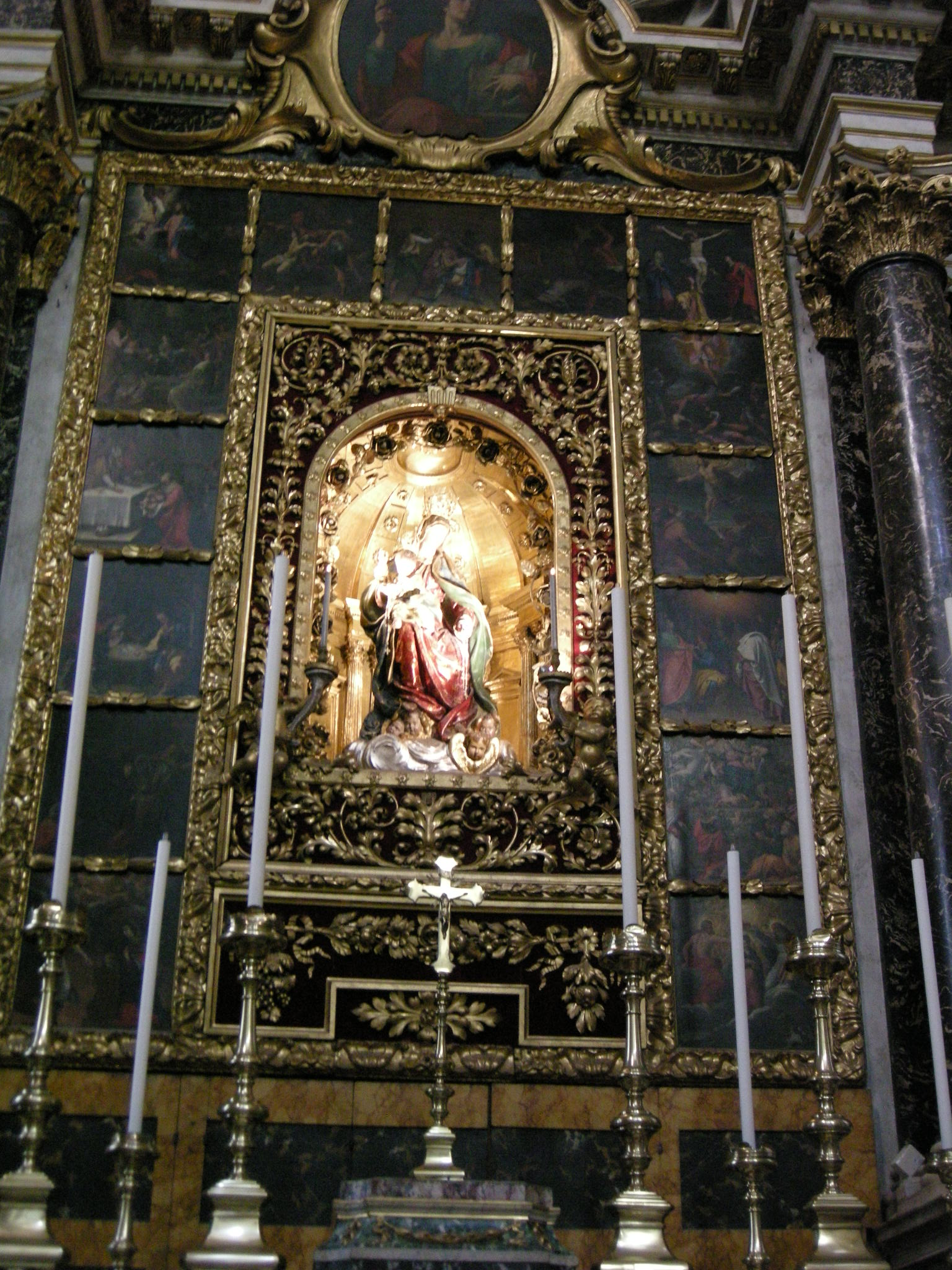
Altarbild
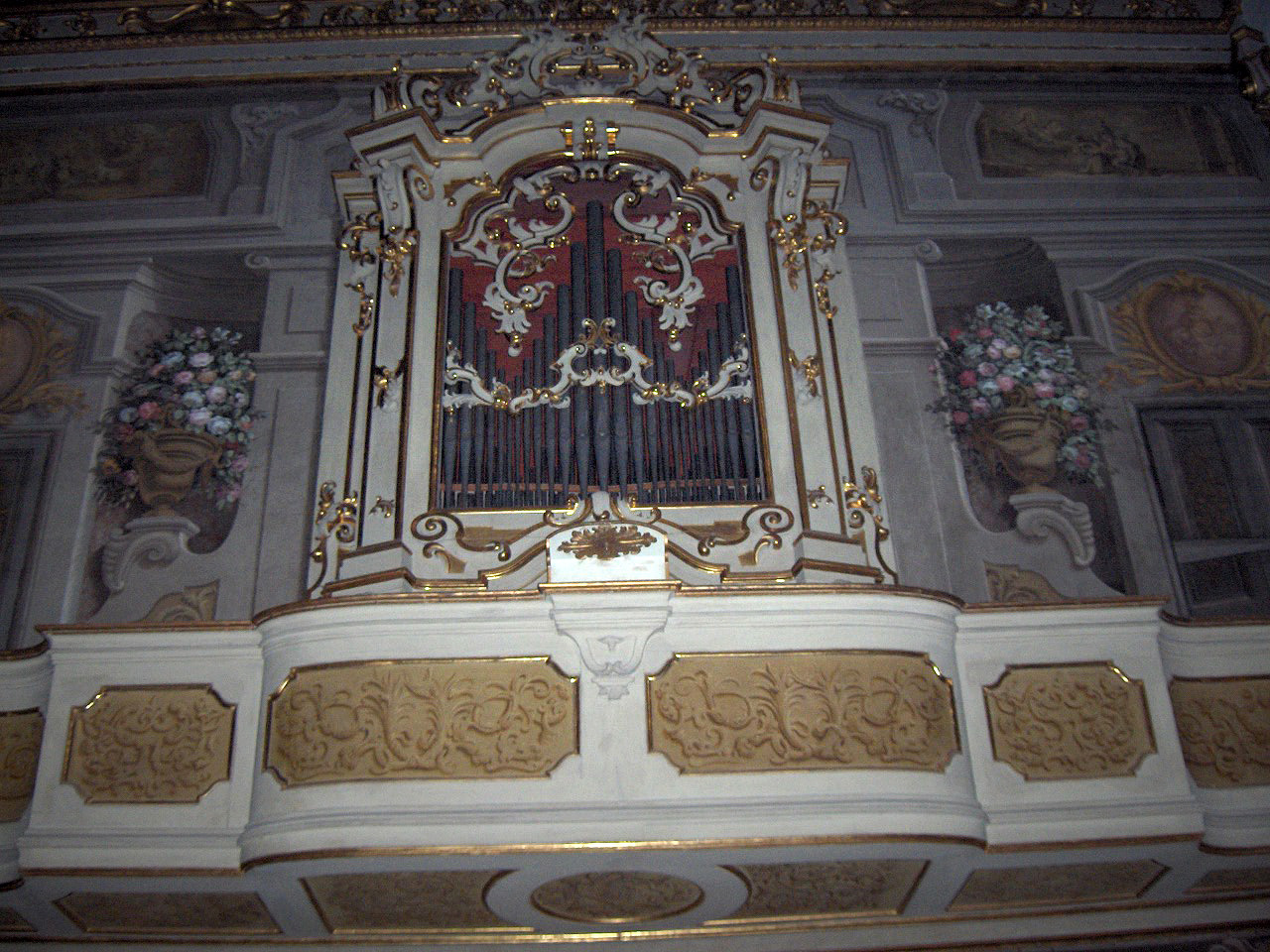
Orgel und rechter Altarraum

#### Linkes Querschiff

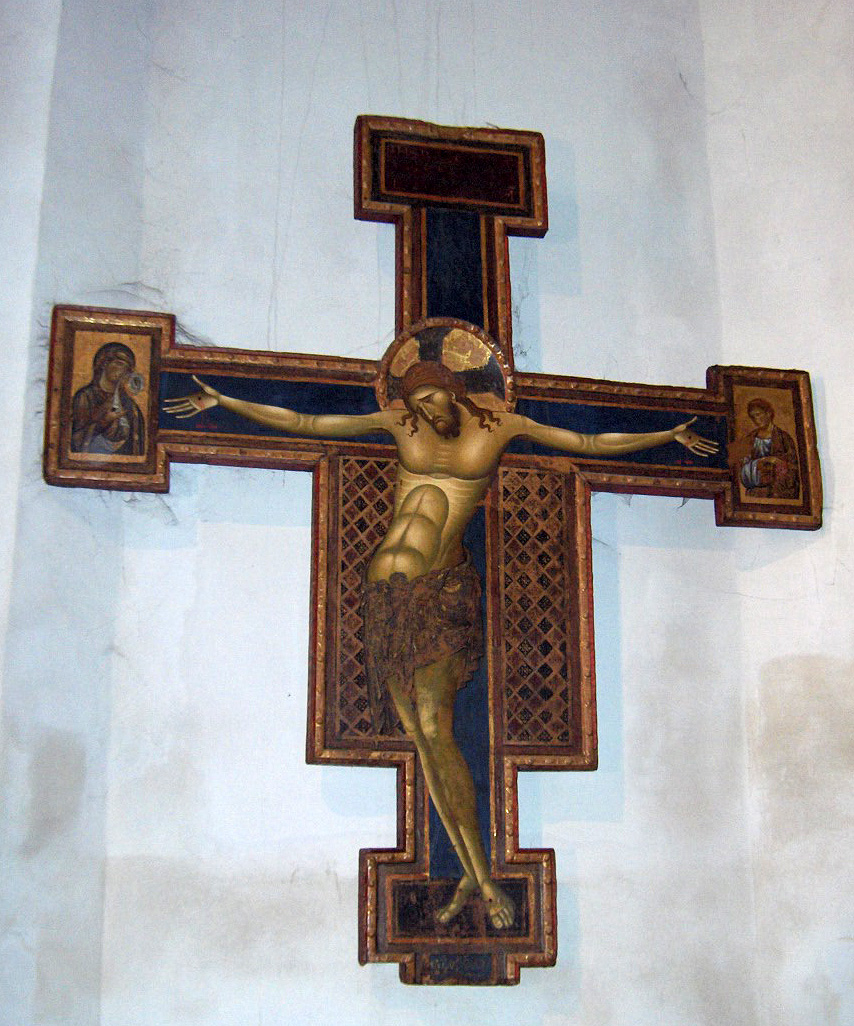
Kruzifix von Giunta Pisano (ca. 1250)

Im linken Querschiff befindet sich das Kenotaph aus dem 18. Jahrhundert für Enzo di Sardegna, der 1279 in dieser Kirche beigesetzt wurde, und das Grab des Dominikanerbischofs Martino di Opavia. Hier ruht auch der Selige Jakob Griesinger (gest. 1491), ein dominikanischer Künstler, der die wertvollen gotischen Glasfenster der Basilika San Petronio schuf.
In der Michaelskapelle an der rechten Wand des Querschiffs hinter dem Marmoraltar befindet sich das wertvolle Kruzifix von Giunta Pisano aus der Zeit um 1250, das einst an der Trennwand angebracht war, wahrscheinlich zu Ehren der Weihe der Basilika durch Papst Innozenz IV. am 17. Oktober 1251.
An der linken Wand der Kapelle befindet sich ein abgenommenes Fresko der Bologneser Schule, das Jacopo Benintendi, genannt il Biondo, zugeschrieben wird und den Hl. Thomas von Aquin und den Hl. Abt Antonius (?) darstellt, gemalt um die Mitte des 14. Jahrhunderts.
An der linken Wand der Kapelle befindet sich ein abgenommenes Fresko der Bologneser Schule, gemalt um die Mitte des 14. Jahrhunderts, das Jacopo Benintendi, genannt il Biondo, zugeschrieben wird und Hl. Thomas von Aquin und den Hl. Abt Antonius (?) darstellt. Der heilige Thomas von Aquin auf der linken Seite ist im Dominikanerhabit dargestellt, hält in der linken Hand ein aufgeschlagenes Buch und in der rechten Hand ein Modell der Kirche. Der heilige Abt Antonius auf der rechten Seite, der manchmal mit dem heiligen Benedikt identifiziert wird, trägt den Benediktinerhabit und hält in der linken Hand ein geschlossenes Buch und in der rechten Hand einen Bischofsstab.
An der Seite befindet sich eine Rekonstruktion des Taddeo Pepoli–Denkmals aus dem 16. Jahrhundert mit Marmorplatten, die in Hochrelief vier Szenen aus dem Leben des Herrschers von Bologna darstellen und um 1347 von einem Bildhauer aus Pisa geschaffen wurden.

#### Apsis und Chor

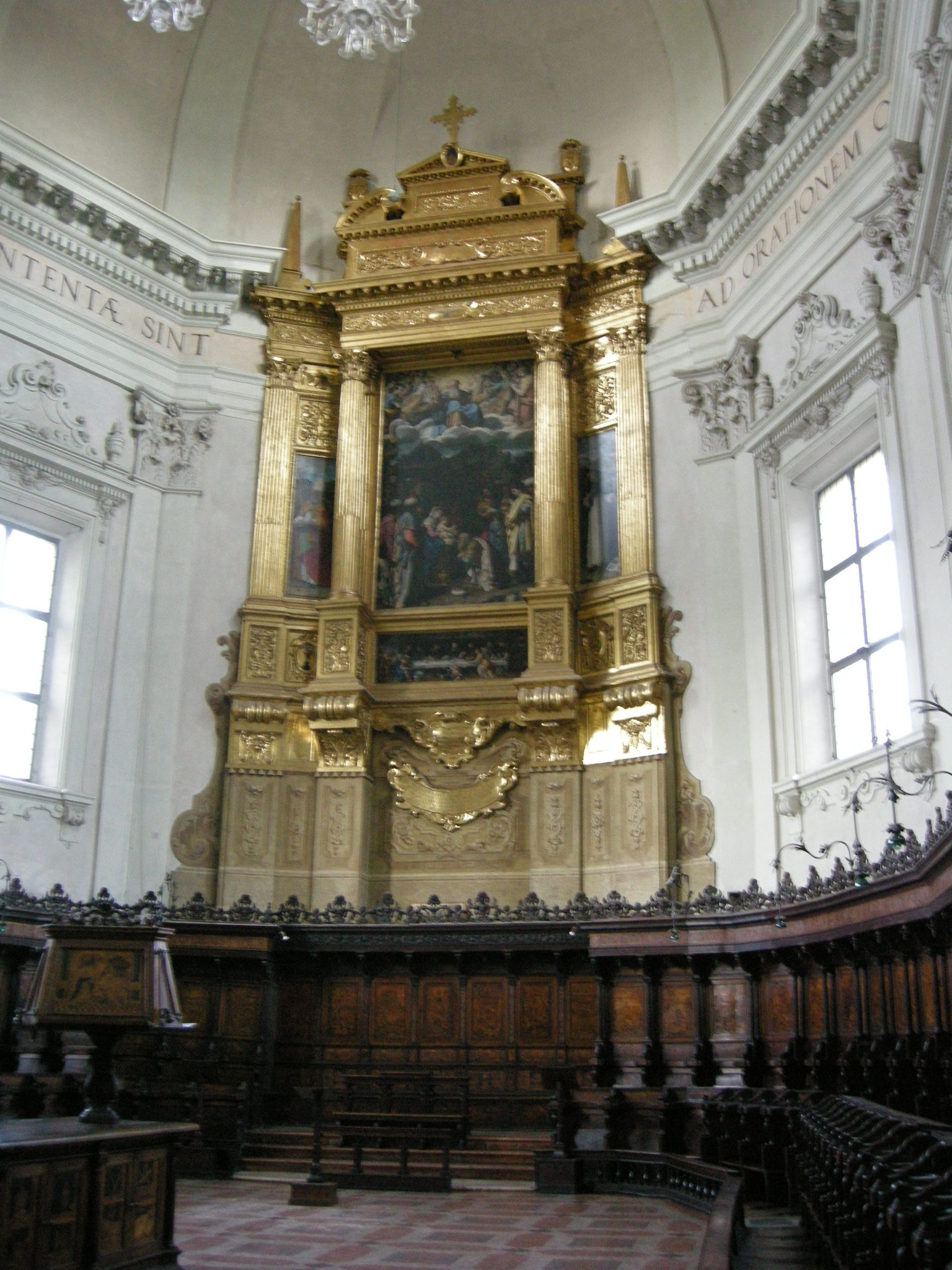
Die Apsis

Das Kirchenschiff endet in einer tiefen polygonalen Apsis, die durch große rechteckige Fenster erhellt wird.
Der heutige Hochaltar ist ein Werk von Torreggiani aus dem 18. Jahrhundert und ersetzt den ursprünglichen Altar, ein Meisterwerk von Giovanni di Balduccio (1330), einem Schüler von Giovanni Pisano, bestehend aus einem großen Polyptychon mit der Madonna mit Kind in der Mitte und acht Statuetten an den Seiten (nach der Beschreibung von Vasari). Dieses monumentale Werk stammte aus der Hauptkapelle des Castello di Porta Galliera und wurde vom päpstlichen Legaten Bertrando del Poggetto in Auftrag gegeben. Die erhaltenen Teile befinden sich heute im Detroit Institute of Arts (die Madonna), im Museo Civico Medievale (der Märtyrer Petrus), im Museo di Santo Stefano (der heilige Petronius), im Musée Grobet Labadié in Marseille (der heilige Dominikus), in der Pinacoteca Comunale in Faenza (der Prophet Baruch) und in der Privatsammlung von Raule und Poggi–Cavalletti (die Krippenkachel, die einst in der Predella aufgestellt war).
Hinter dem Altar, in der Apsis, befindet sich der kostbare und beeindruckende hölzerne Chor, ein außergewöhnliches Werk der Intarsienkunst im typischen Renaissancestil, ein Werk von Fra Damiano da Bergamo. Die Szenen sind vom Alten Testament (rechte Seite) und vom Neuen Testament (linke Seite) inspiriert. Fra Damiano führte von 1541 bis 1549 mit meisterhaften Intarsien die biblischen Geschichten des Hauptchors aus, die auf einer Reihe von Zeichnungen von Jacopo Barozzi da Vignola basieren. Das Werk wurde von Bernardino da Bologna vollendet. Das Werk wird von Giorgio Vasari in seiner Vite (IV, 94) erwähnt.
Die Apsis wird von einem Polyptychon beherrscht, einem Werk des Bolognesers Bartolomeo Cesi, das von einem reich geschnitzten und vergoldeten Holzrahmen umgeben ist. In der Mitte ist die Anbetung der Könige dargestellt, darunter das Abendmahl.

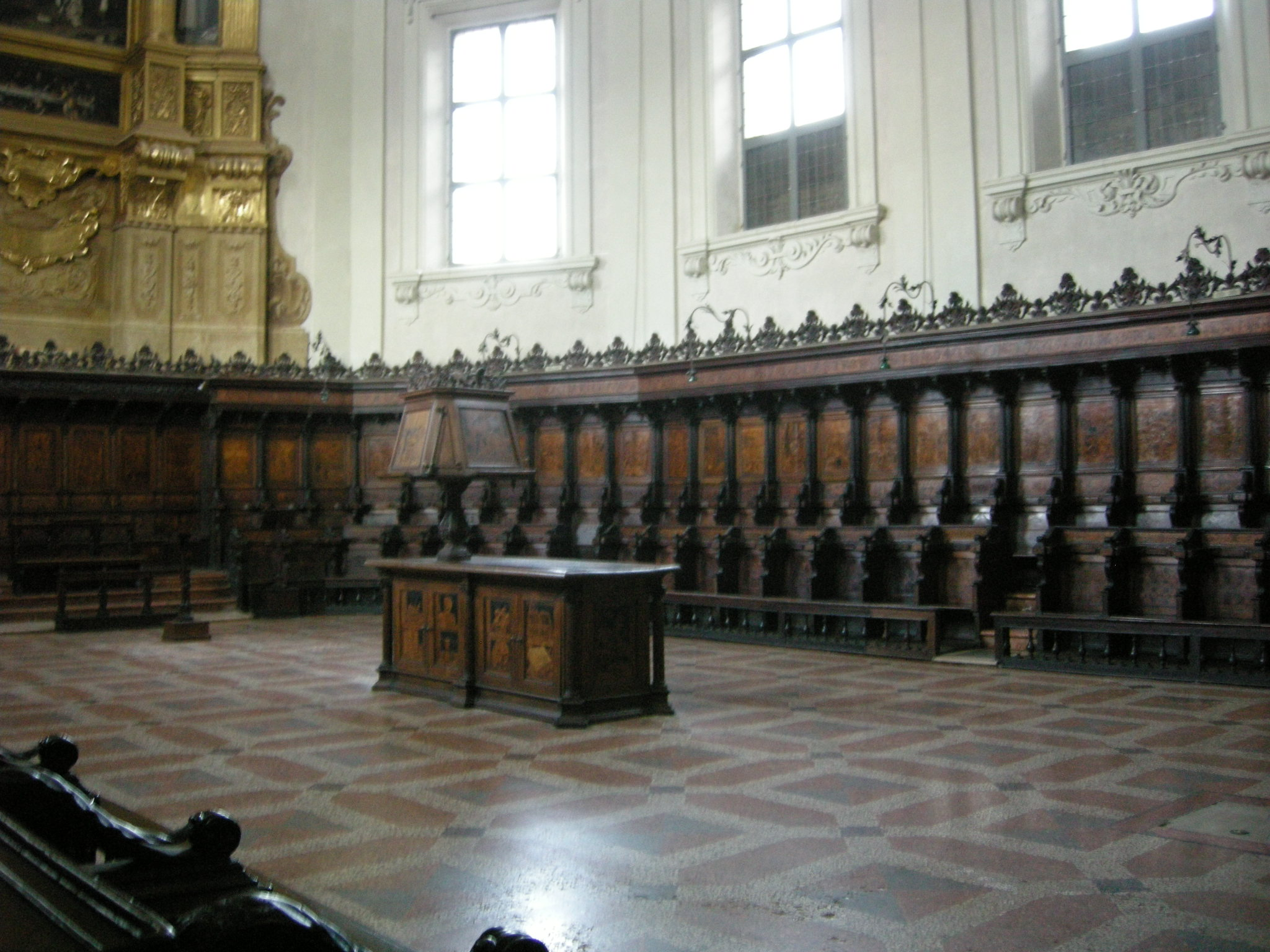
Der Holzchor
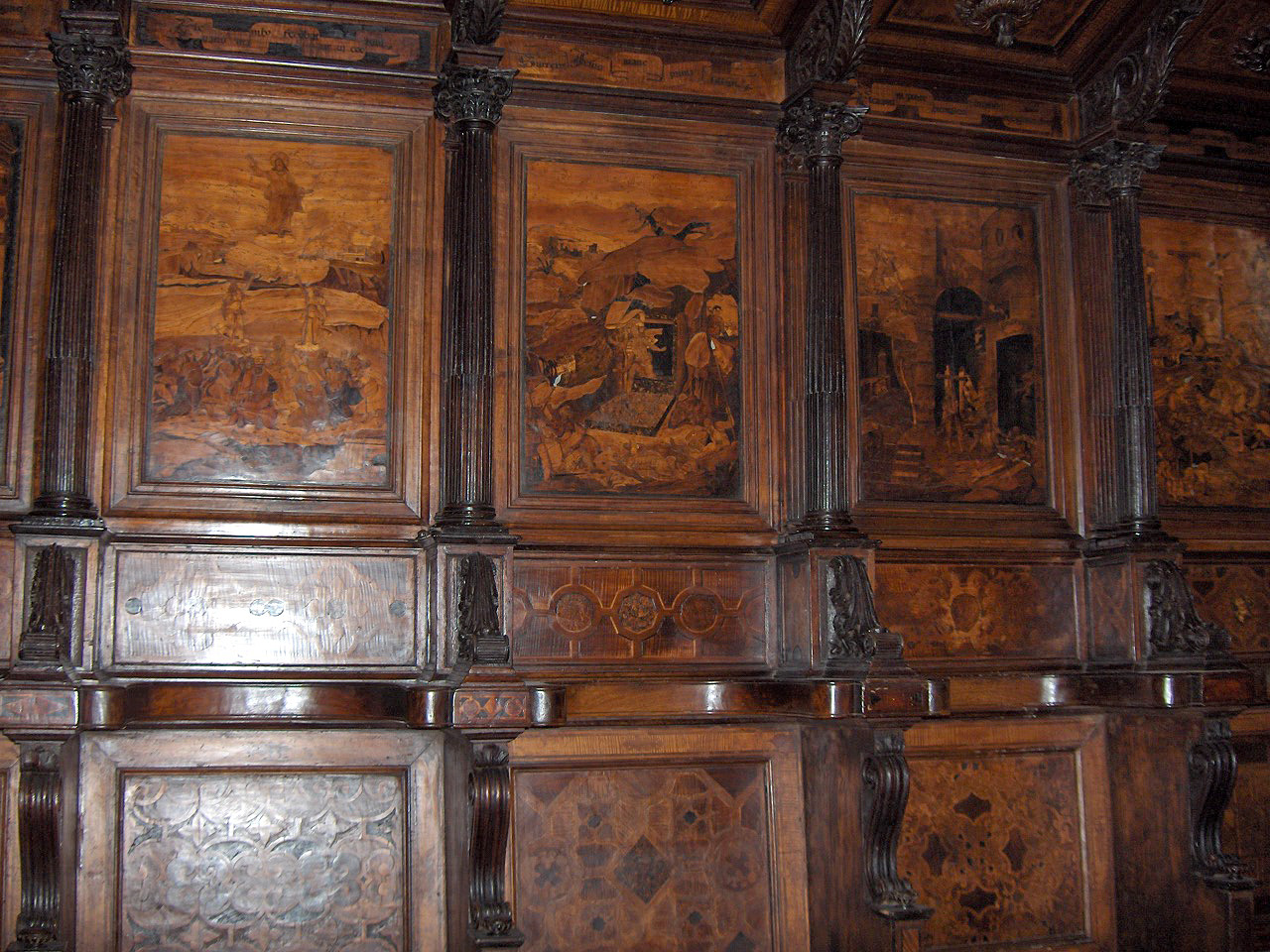
Intarsien im Gestühl
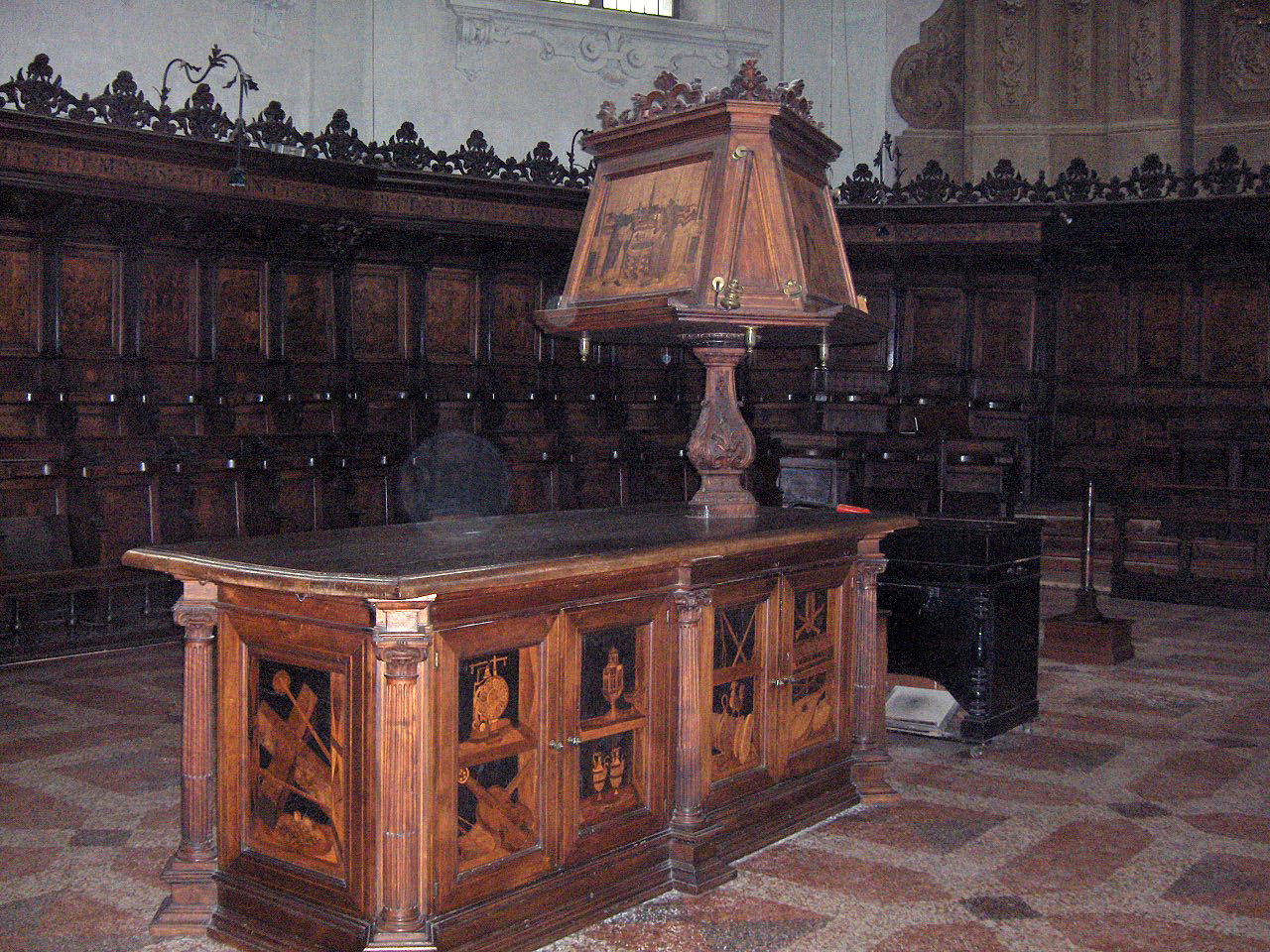
Chorgestühl
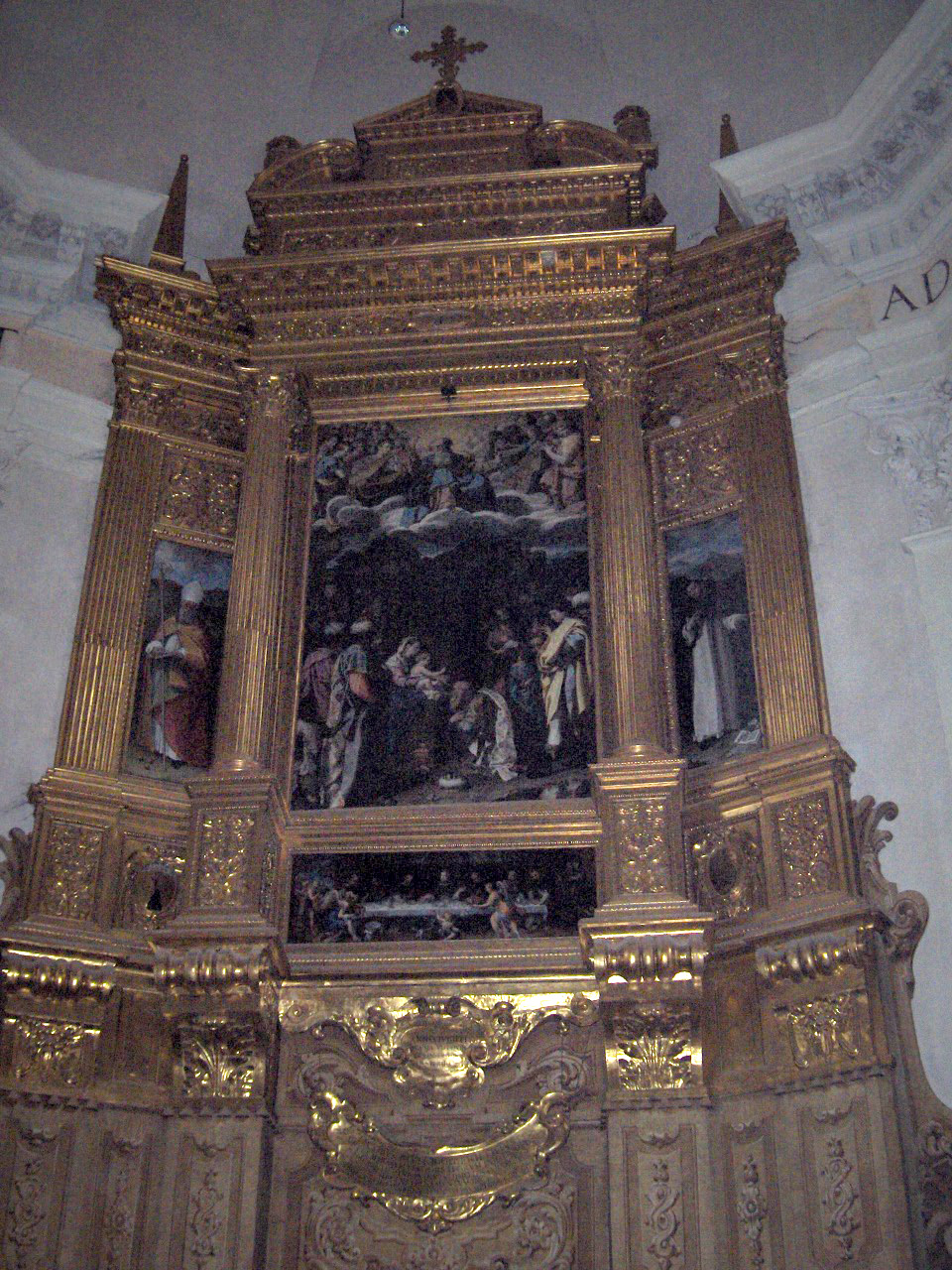
Polyptychon des Bartolomeo Cesi
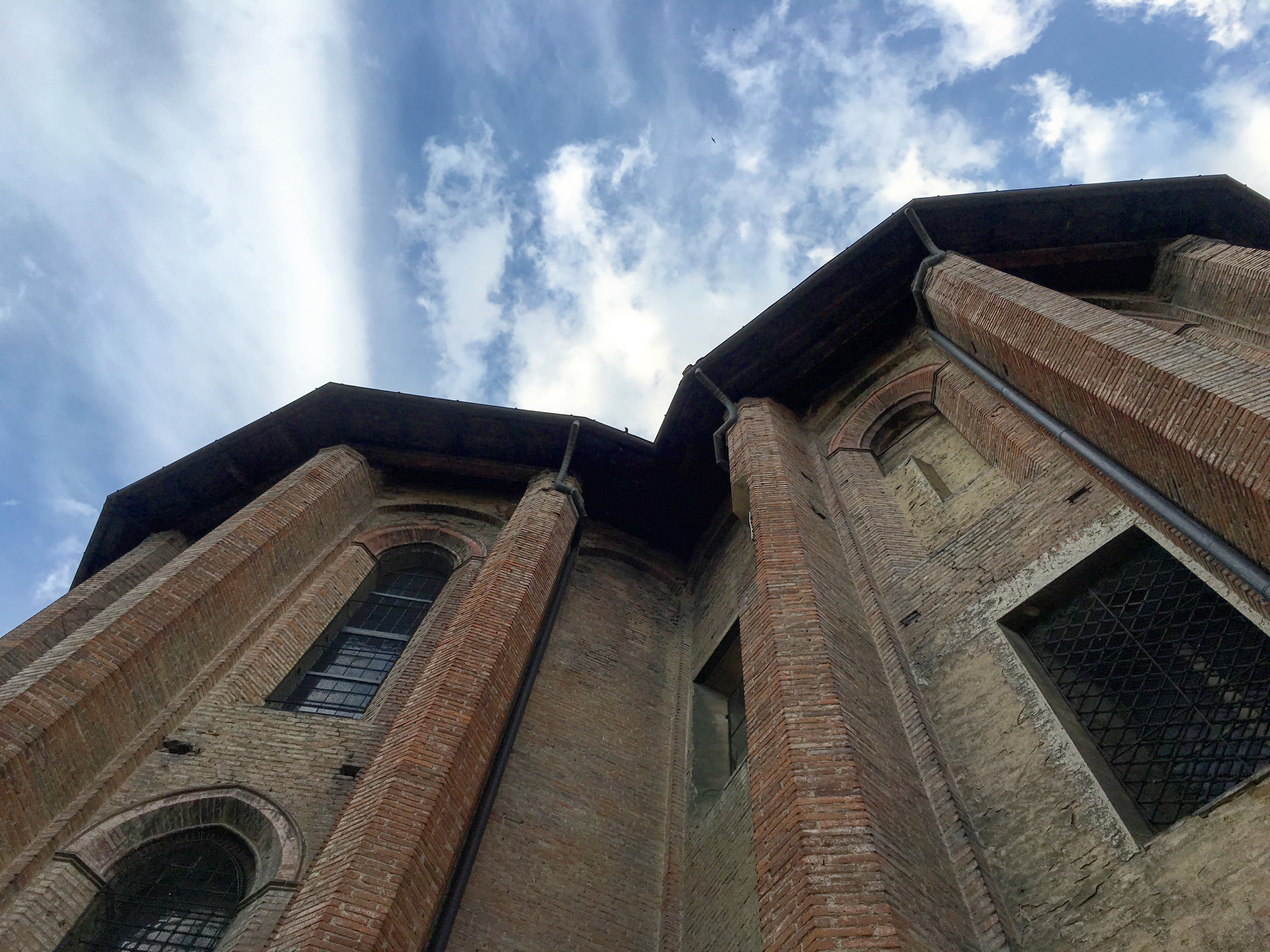
Außenansicht der Apsis, hinter der Piazza San Domenico

### Campanile und Glocken
Im hinteren Teil der Basilika, der vom inneren Kreuzgang aus gut zu sehen ist, erhebt sich der elegante Glockenturm, der in drei Abschnitte unterteilt ist (der untere Teil wird durch einbogige Fenster erhellt, der mittlere durch zweibogige Fenster und der höchste – der Glockenturm – durch dreibogige Fenster). Der Turm endet in einer schlanken Spitze (ähnlich dem Glockenturm von Santa Maria dei Servi) mit einer Höhe von 52 Metern.
Der Glockenturm beherbergt ein mächtiges Glockengeläut aus fünf Glocken, die sich durch die folgenden charakteristischen Merkmale auszeichnen:
1. Glocke (Grossa)                   Ton: Mib3; Durchmesser: 127 cm; Gießer: Antonio und Pietro Francesco Censori; 1603; Gewicht: ca. 1500 kg
2. Glocke (Mezzana)                  Ton: Lab3; Durchmesser: 93,2 cm; Gießer: Giacomo und Antonio Bonettini; 1707; Gewicht: ca. 600 kg
3. Glocke (Mezzanella)               Ton: Sib3; Durchmesser: 83 cm; Gießer: Antonio und Pietro Francesco Censori; 1615; Gewicht: ca. 450 kg
4. Glocke (Piccola)                  Ton: Do4; Durchmesser: cm 75,5; Glockengießer: Clemente Brighenti; 1857; Gewicht: ca. kg 300
5. Glocke (Piccola del Maggiore)     Ton: Mib4; Durchmesser: 62,5 cm; Gießer: Domenico Fantuzzi; 1782; Gewicht: ca. 170 kg

Das Zusammenspiel bietet die Möglichkeit, zwei „Viertel“ zu komponieren: eines im „Sechston“, wenn die vier größeren Glocken verwendet werden, und eines im „Dur“, wenn die vier kleineren Glocken verwendet werden.
Die fünf Glocken sind „alla Bolognese“ auf hölzernen Naben montiert (die beiden kleineren Glocken befinden sich im oberen Teil der Zelle und überlagern die drei größeren). Seit Anfang der 1990er Jahre gibt es ein elektrisches Kettensystem für das „erweiterte“ Läuten der Glocken, das leicht abschaltbar ist, um ein manuelles Läuten durch die Glockenspieler zu ermöglichen. Es gibt auch elektrische Schlägel für das Läuten per Schlag.

#### Andere bemerkenswerte Werke
Zu den zahlreichen anderen Werken gehören:
- Die Mystische Hochzeit der Heiligen Katharina von Alexandrien von Filippino Lippi (1501), in der kleinen Kapelle (Casali) rechts vom Hauptaltar.
- Grab von Alessandro Tartagni, Werk von Francesco di Simone Ferrucci aus Fiesole, im Gewölbe des Seiteneingangs, nach dem Vorbild der florentinischen Grabmäler von Bernardo Rossellino und Desiderio da Settignano, Meister aus Ferrucci.
- Der heilige Raymond von Peñafort überquert das Meer auf seinem Mantel von Ludovico Carracci (Anfang 17. Jh.), in der 2. Kapelle links.
- Der heilige Vinzenz Ferreri erweckt ein Kind wieder Donato Creti, in der 2. Kapelle rechts.
- Hl. Thomas von Aquin von Guercino (1662), im rechten Querschiff.

#### Orgel
In der Basilika von San Domenico befinden sich drei Pfeifenorgeln:
- auf der Chorempore rechts vom Presbyterium befindet sich eine Orgel von Adeodato Bossi Urbani aus dem Jahr 1851, die das Gehäuse und die Pfeifen eines früheren Instruments von Giuseppe Gatti aus dem Jahr 1739 wiederverwendet;
- auf der Chorempore links vom Presbyterium befindet sich eine Orgel von Fratelli Rasori aus dem Jahr 1854, die das Gehäuse und die Prospektpfeifen eines früheren Instruments von Giuseppe Gatti aus dem Jahr 1739 wiederverwendet, das wiederum 1760 von Pietro Nacchini und Francesco Dacci umgebaut worden war;
- in der Rosenkranzkapelle befindet sich auf der rechten Chorempore (auf der gegenüberliegenden Chorempore befindet sich eine Attrappe) eine von Petronio Giovagnoni in den Jahren 1759–1762 erbaute Orgel, auf der Wolfgang Amadeus Mozart als Schüler von Pater Giovanni Battista Martini in Bologna lernte, um die Prüfung für die Aufnahme in die Accademia Filarmonica di Bologna abzulegen. Sie verfügt über eine Klaviatur mit 45 Tasten in der ersten Oktave und ein 8-stimmiges Pedal, ebenfalls in der ersten Oktave, mit 10 Registern.

### Museum, Konvent und Bibliothek

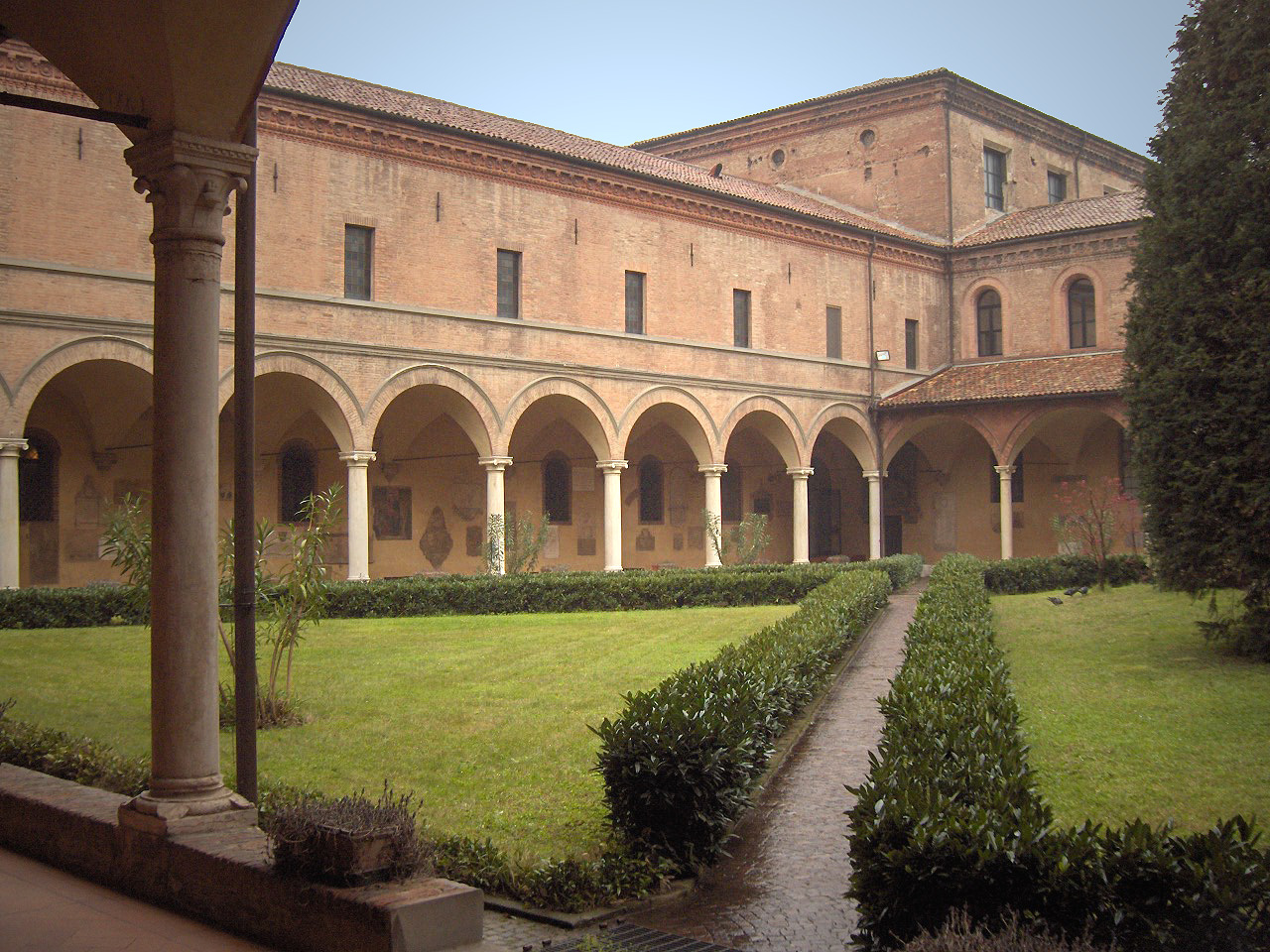
Erster Kreuzgang, genannt "dei morti" (dt. die Toten)

Die Basilika San Domenico besitzt ein kleines Museum, in dem Kunstwerke und Reliquien ausgestellt sind, wie z. B.:
- Der Reliquienschrein von Ludwig IX. von Frankreich, ein Beispiel für die Goldschmiedekunst der Gotik aus dem 13. Jahrhundert
- Madonna mit Kind (genannt „del Velluto“), eine bewundernswerte Tafel von Lippo di Dalmasio (1408)
- Reste der Pietà aus Terrakotta (1495) von Baccio da Montelupo (ein Werk, das von Vasari in den Vite zitiert wird)
- Büste des hl. Dominikus, Terrakotta von Niccolò dell’Arca (1474)
- Reste eines Freskos (Madonna mit Kind und hl. Dominikus, 14. Jahrhundert) von einem unbekannten Bologneser Künstler (möglicherweise Cristoforo da Bologna)
- Madonna mit Kind, dem hl. Dominikus und Vincenzo Ferreri (ca. 1773), eines der besten Werke von Ubaldo Gandolfi (1728–1781)
- Zahlreiche Intarsien von Fra Damiano da Bergamo

Das angrenzende Kloster mit Kreuzgängen aus dem 14., 15. und 16. Jahrhundert und zahlreichen Kunstwerken ist ebenfalls sehr interessant.
Die Renaissance–Bibliothek aus dem Jahr 1466, die wie eine Basilika in Säulenschiffe unterteilt ist, umfasst wertvolle Manuskripte. Im Westen wird sie vom großen Bolognini–Saal flankiert, in dem sich das Gemälde Die Ekstase des Heiligen Thomas von Marcantonio Franceschini (1648–1729) befindet.